# Mosel-Camino
Der Mosel-Camino (camino: spanisch = Weg) ist ein Abschnitt im Netz der Wege der Jakobspilger in Deutschland. Er führt von Koblenz-Stolzenfels auf beiden Seiten der Mosel bis zur Benediktinerabtei St. Matthias in Trier. Von dort kann man über Schengen nach Vézelay, dem Startort der Via Lemovicensis, weiterpilgern.

## Geschichte
Seit 2008 ist der Mosel-Camino als Teil des Jakobus-Pilgerwegs nach Santiago de Compostela von Stolzenfels nach Trier komplett markiert. Hinsichtlich seiner Wegführung ist er unabhängig von direkter kommunaler, kirchlicher oder sonstiger Einflussnahme. Er steht unter der Patenschaft der St. Jakobusbruderschaft Trier, ist mit den betreffenden Gemeinden abgesprochen und durch die für Wander- und Pilgerwege zuständige rheinland-pfälzische Struktur- und Genehmigungsdirektion Nord in Koblenz genehmigt.
Für Jakobspilger ist damit in Verbindung mit dem Ökumenischen Pilgerweg, dem Elisabethpfad und dem Lahn-Camino auf der Achse Görlitz–Eisenach–Marburg–Lahnstein auf beiden Seiten der Mosel sowie deren angrenzenden Höhen die Möglichkeit geschaffen worden, in Ost-West-Richtung nach Trier zum Grab des Apostels Matthias und von dort weiter nach Santiago de Compostela zu pilgern.

## Verlauf
Der Mosel-Camino wurde in Privatinitiative realisiert und auf einer Länge von rund 160 km zwischen Stolzenfels und Trier durch etliche Schilder und Aufkleber mit der gelben Jakobsmuschel auf blauem Grund sowie gelbe Pfeile markiert. Die zusammenlaufenden Rippen der Muschel weisen gleichsam als Pfeil die Richtung.
Der (entgegengesetzte) Lauf der Mosel gibt grob die südwestliche Richtung in die Bistumsstadt vor. Um aber die moseltypischen Mäander zu umgehen, führt der Weg auch auf die Höhen von Eifel und Hunsrück. Einige mittelalterliche Burgen und Ruinen, altehrwürdige (Kloster-)Kirchen und Kapellen, sowie traditionelle Wallfahrtsorte und Weindörfer befinden sich nahe dem Weg.
Zu Beginn des Caminos in Stolzenfels gibt es eine kurze gemeinsame Passage mit dem Linksrheinischen Jakobsweg. In Klausen trifft der Mosel-Camino auf den Eifel-Camino (von Andernach-Namedy) und in Biewer stößt die Via Coloniensis von Köln kommend dazu. Alle drei Jakobswege führen die Pilger zum gemeinsamen Ziel nach Trier.
| Etappenvorschläge | Etappenlänge | Orte in der Reihenfolge des Erreichens                        |
| Etappe 1          | ca. 19 km    | Stolzenfels – Waldesch – Hünenfeld – Nassheck – Alken         |
| Etappe 2          | ca. 18 km    | Alken – Löf – Hatzenport – Lasserg – Burg Eltz – Treis-Karden |
| Etappe 3          | ca. 28 km    | Treis-Karden – Kloster Maria Engelport – Beilstein – Bullay   |
| Etappe 4          | ca. 24 km    | Bullay – Zell-Kaimt – Enkirch – Starkenburg – Traben-Trarbach |
| Etappe 5          | ca. 18 km    | Traben-Trarbach – Bernkastel-Kues – Lieser – Osann-Monzel     |
| Etappe 6          | ca. 20 km    | Osann-Monzel – Klausen – Klüsserath                           |
| Etappe 7          | ca. 16 km    | Klüsserath – Schweich                                         |
| Etappe 8          | ca. 21 km    | Schweich – Quint – Ehrang – Biewer – Trier                    |

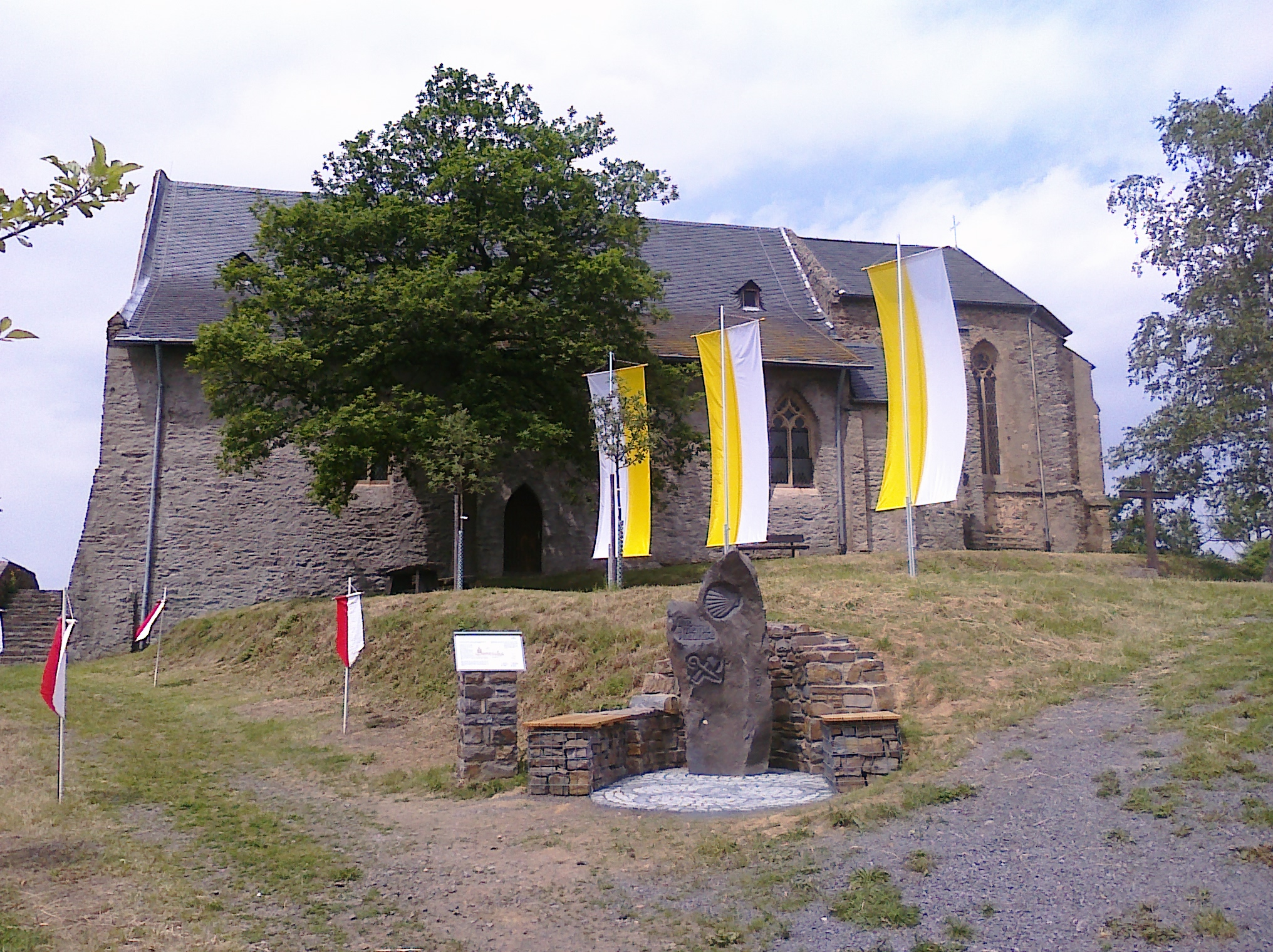
Wallfahrtskirche Bleidenberg mit Pilgerstein
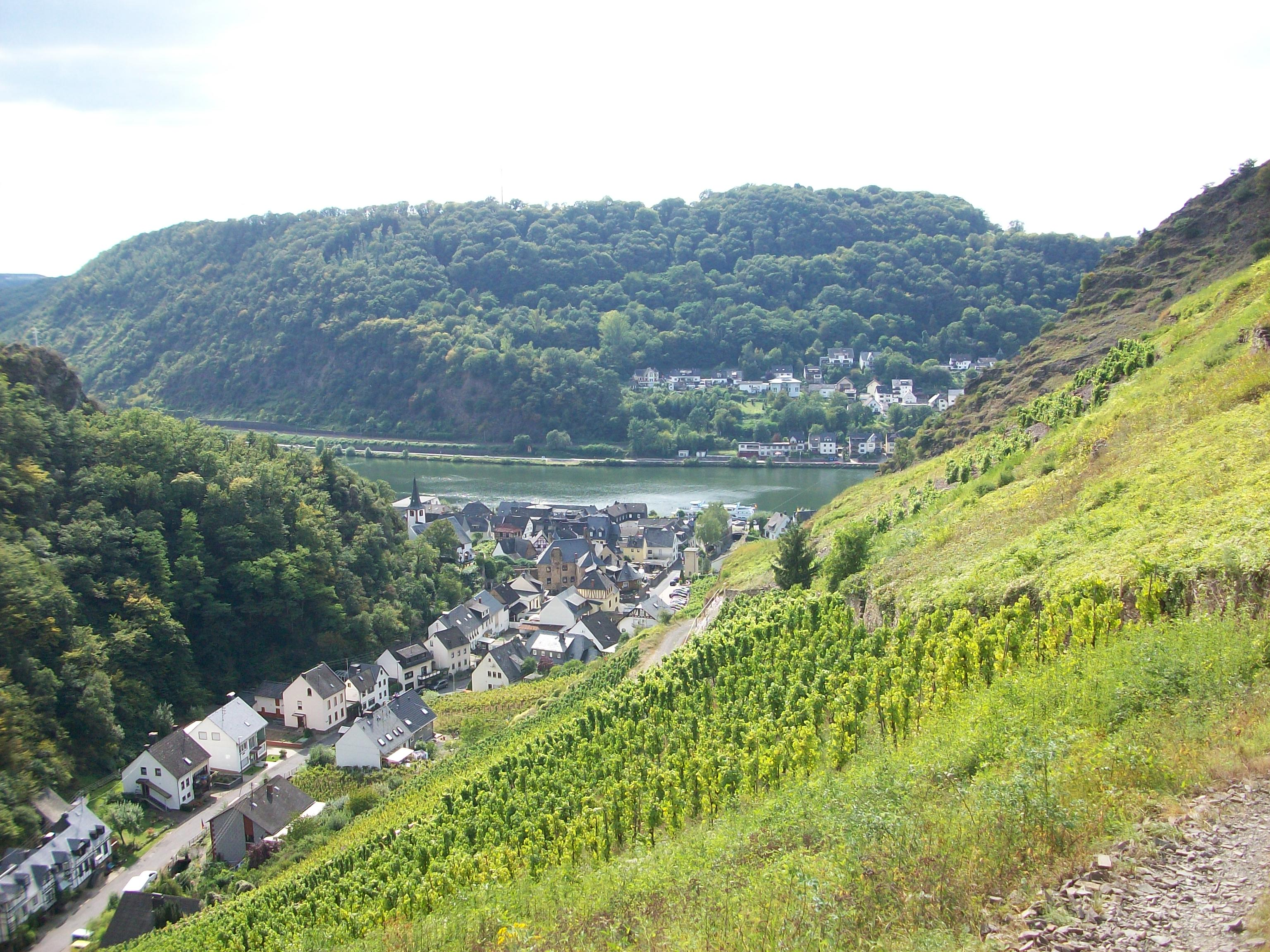
Alken
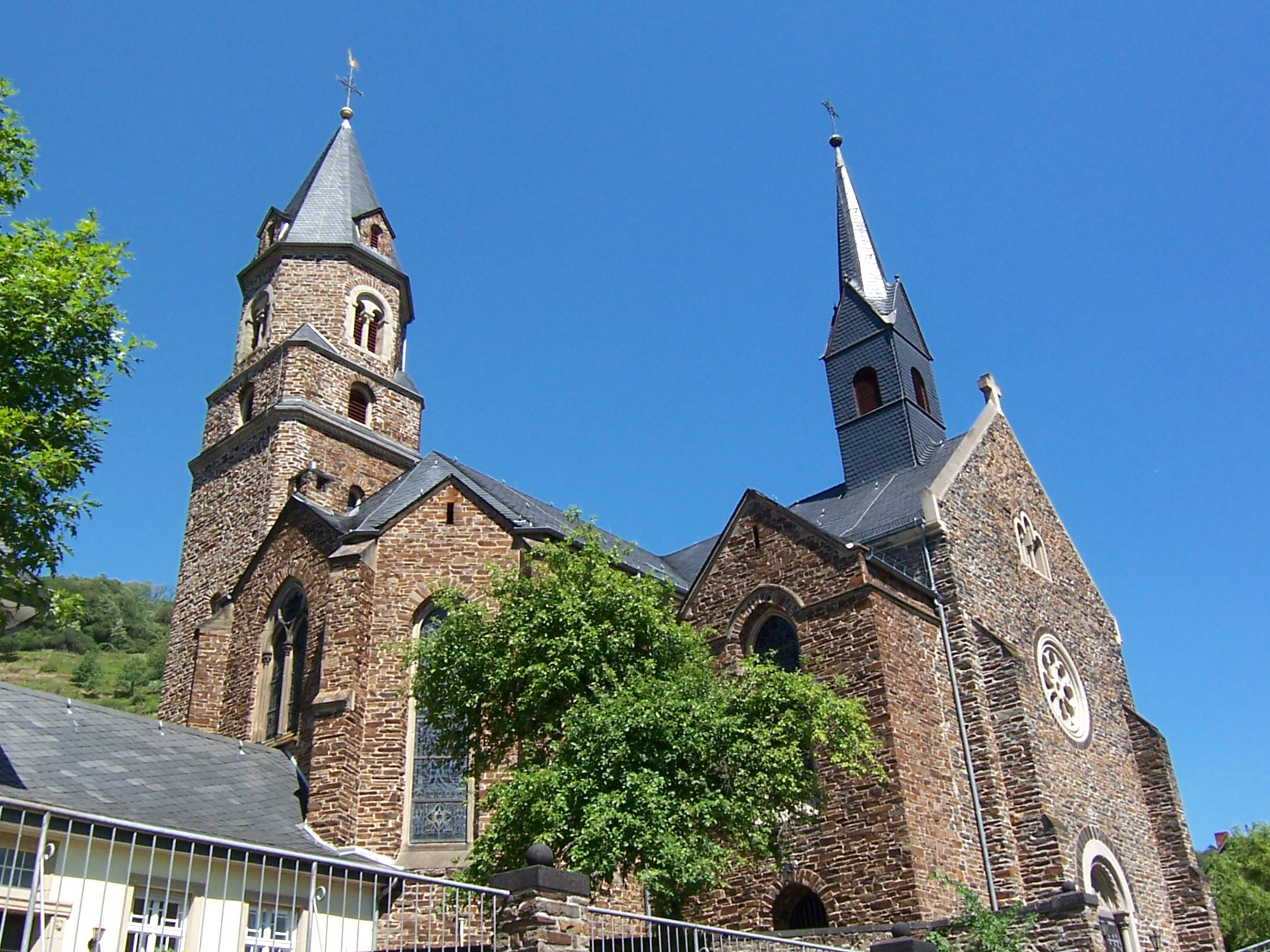
St. Rochus, Hatzenport
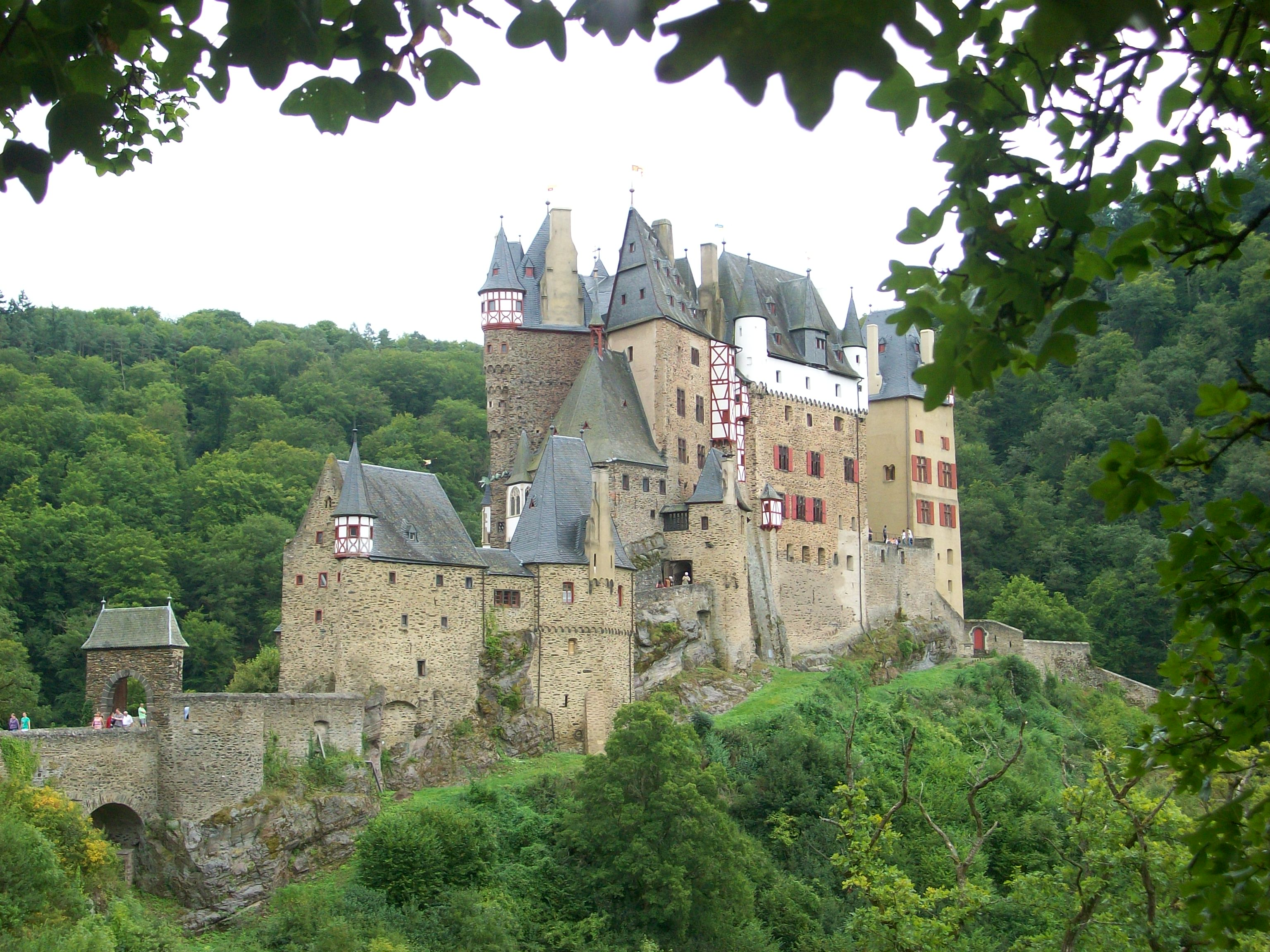
Burg Eltz
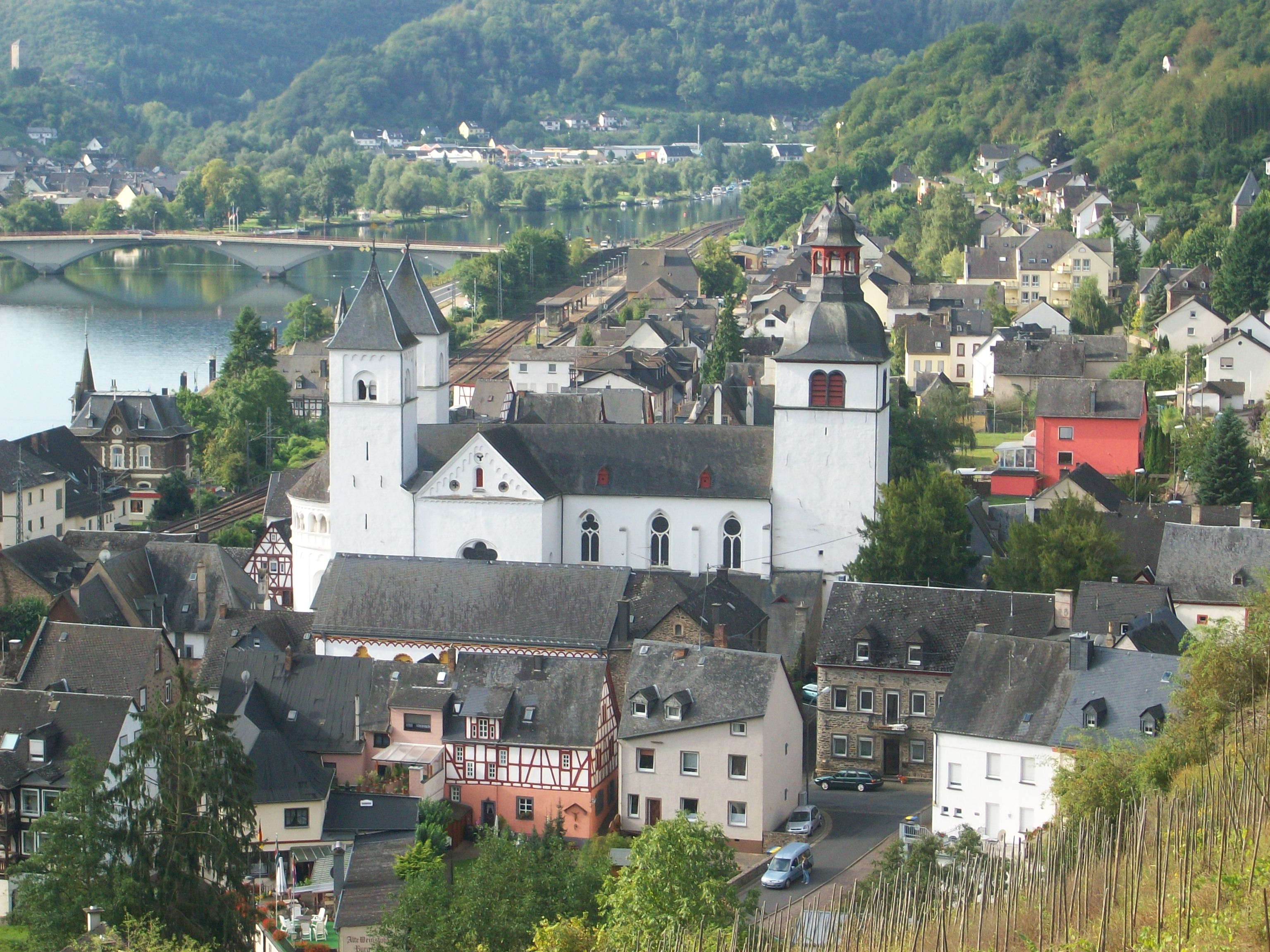
Stiftskirche St. Castor, Karden
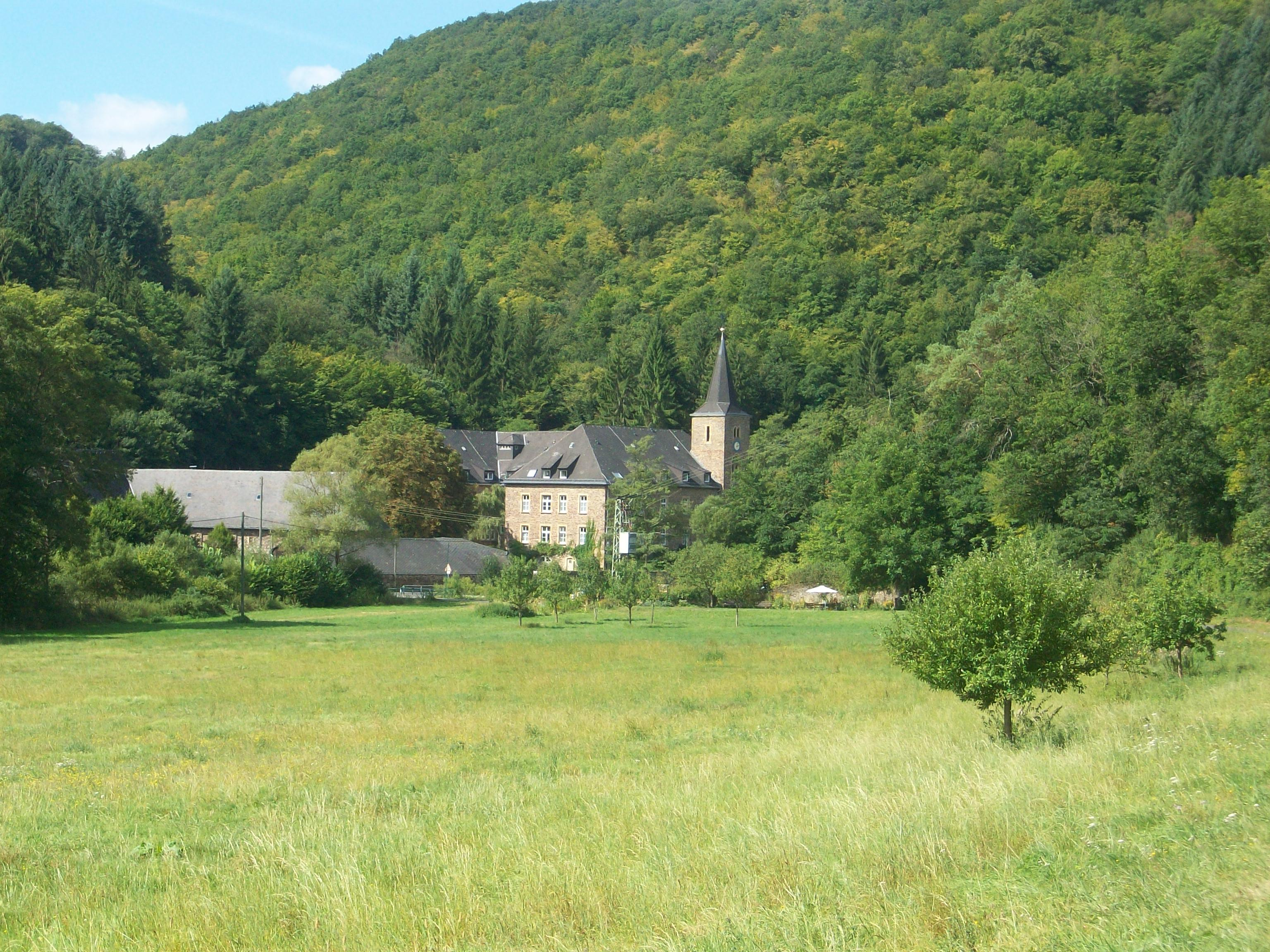
Kloster Maria Engelport
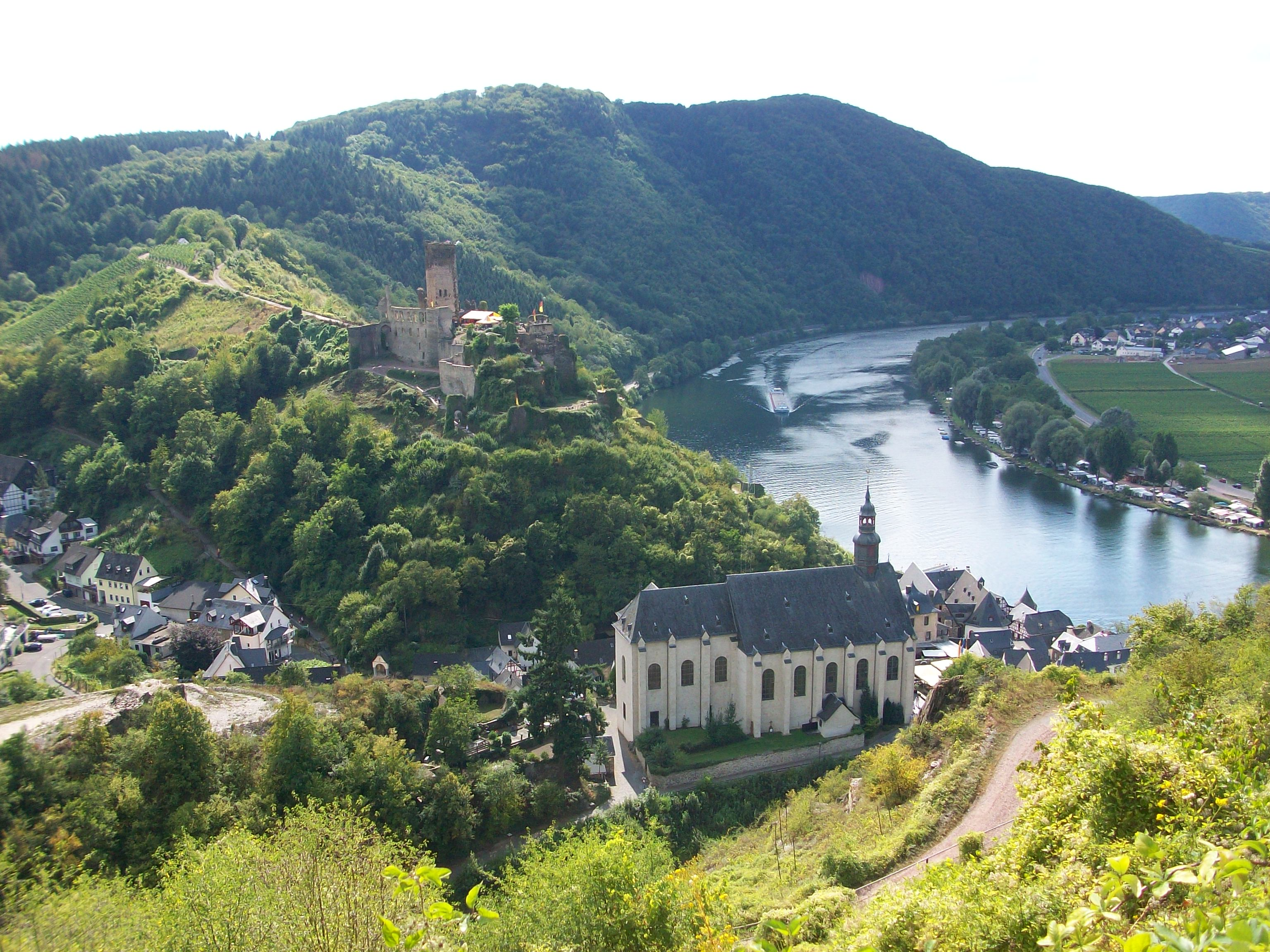
Beilstein mit Karmeliterkirche
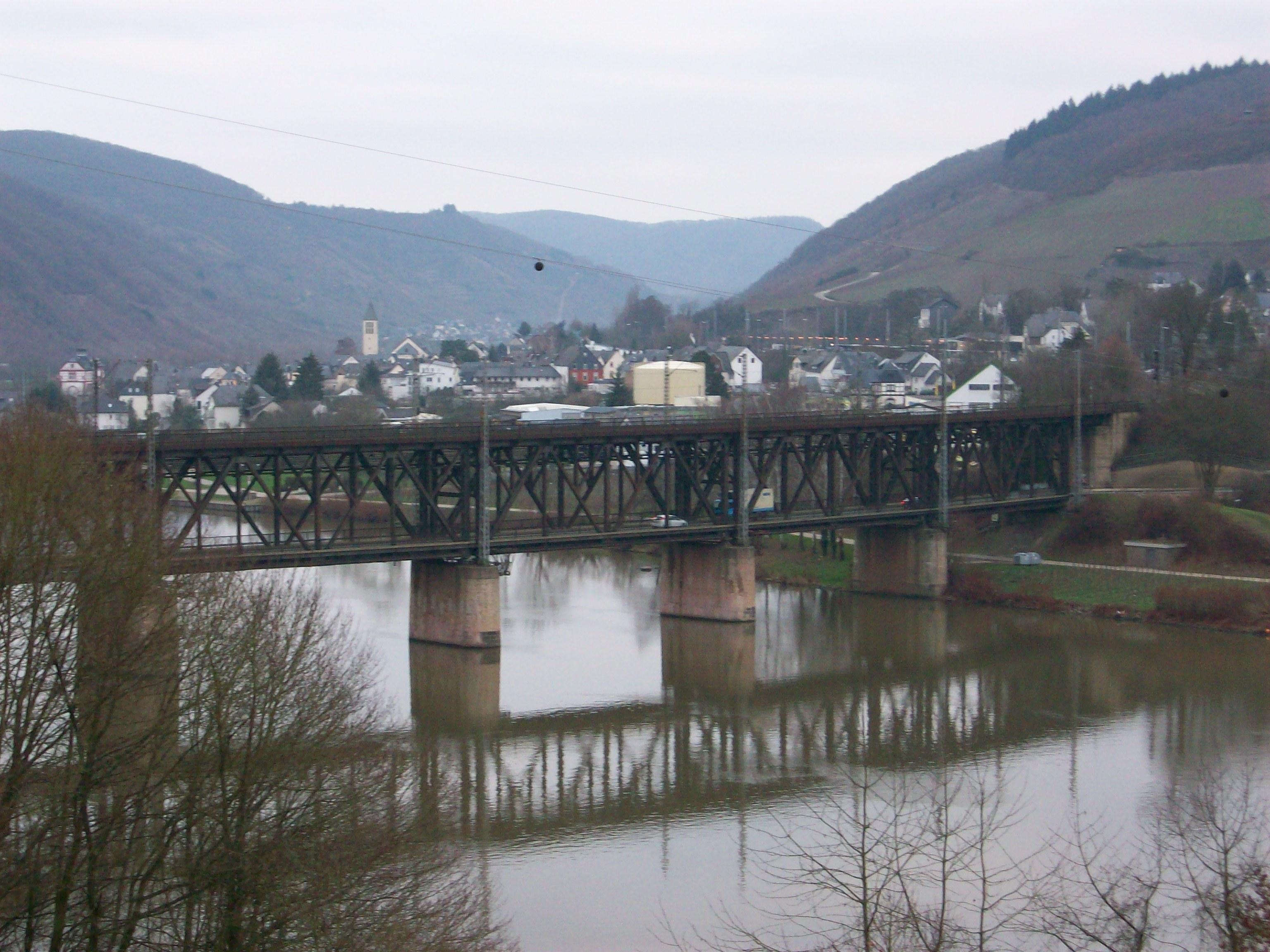
Auto- und Eisenbahnbrücke, Bullay
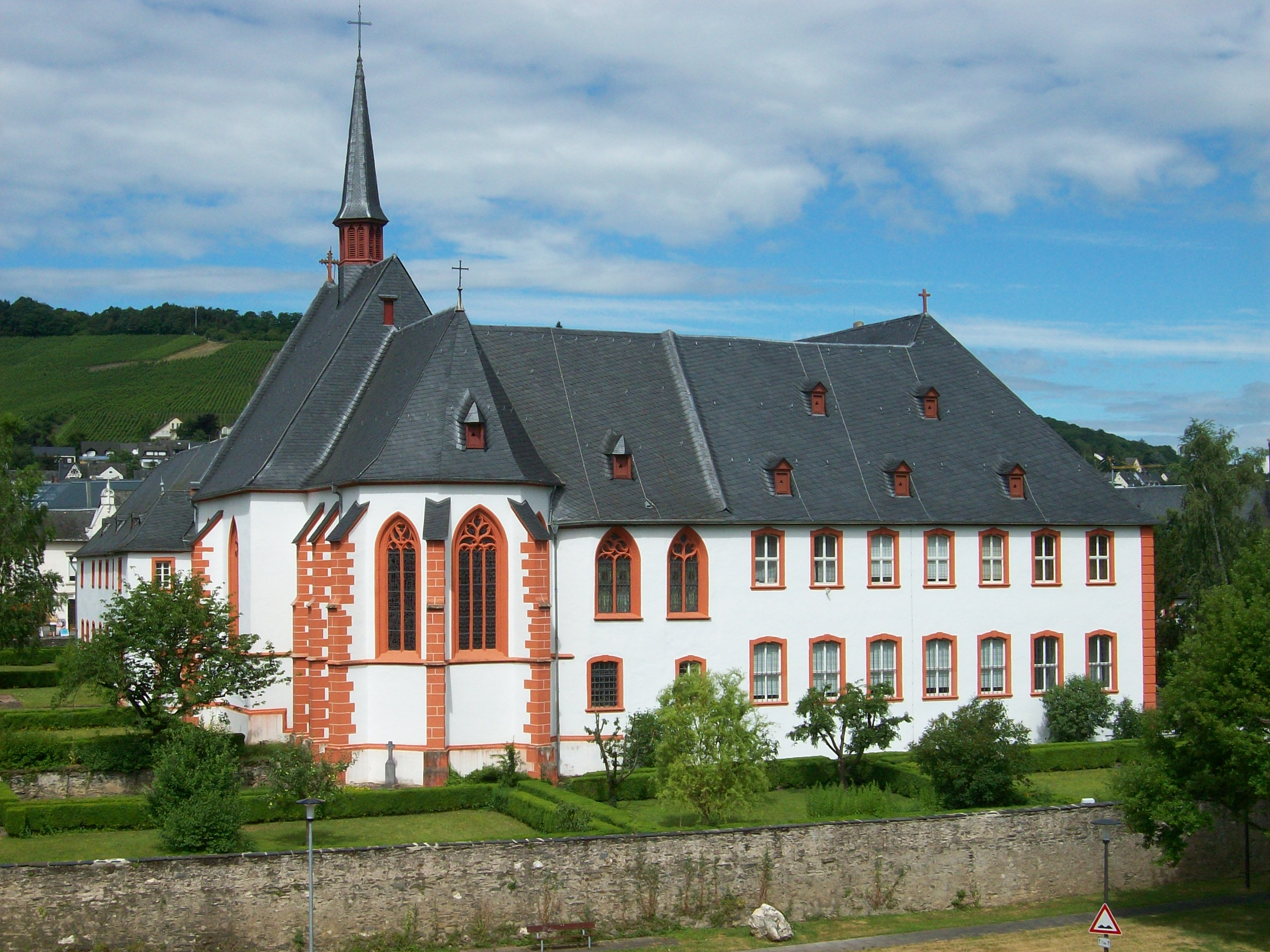
St. Nikolaus-Hospital, Bernkastel-Kues
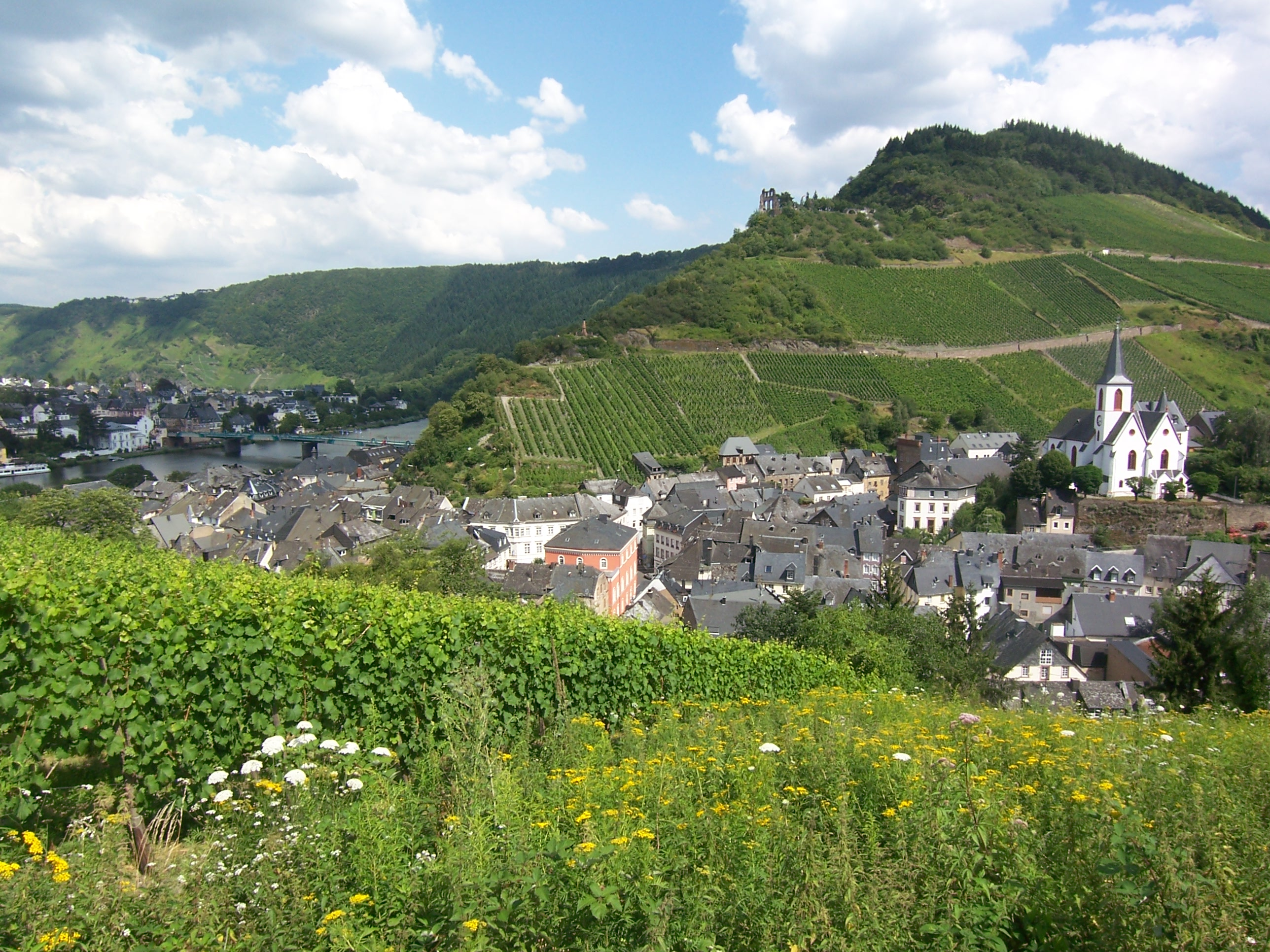
Traben-Trarbach
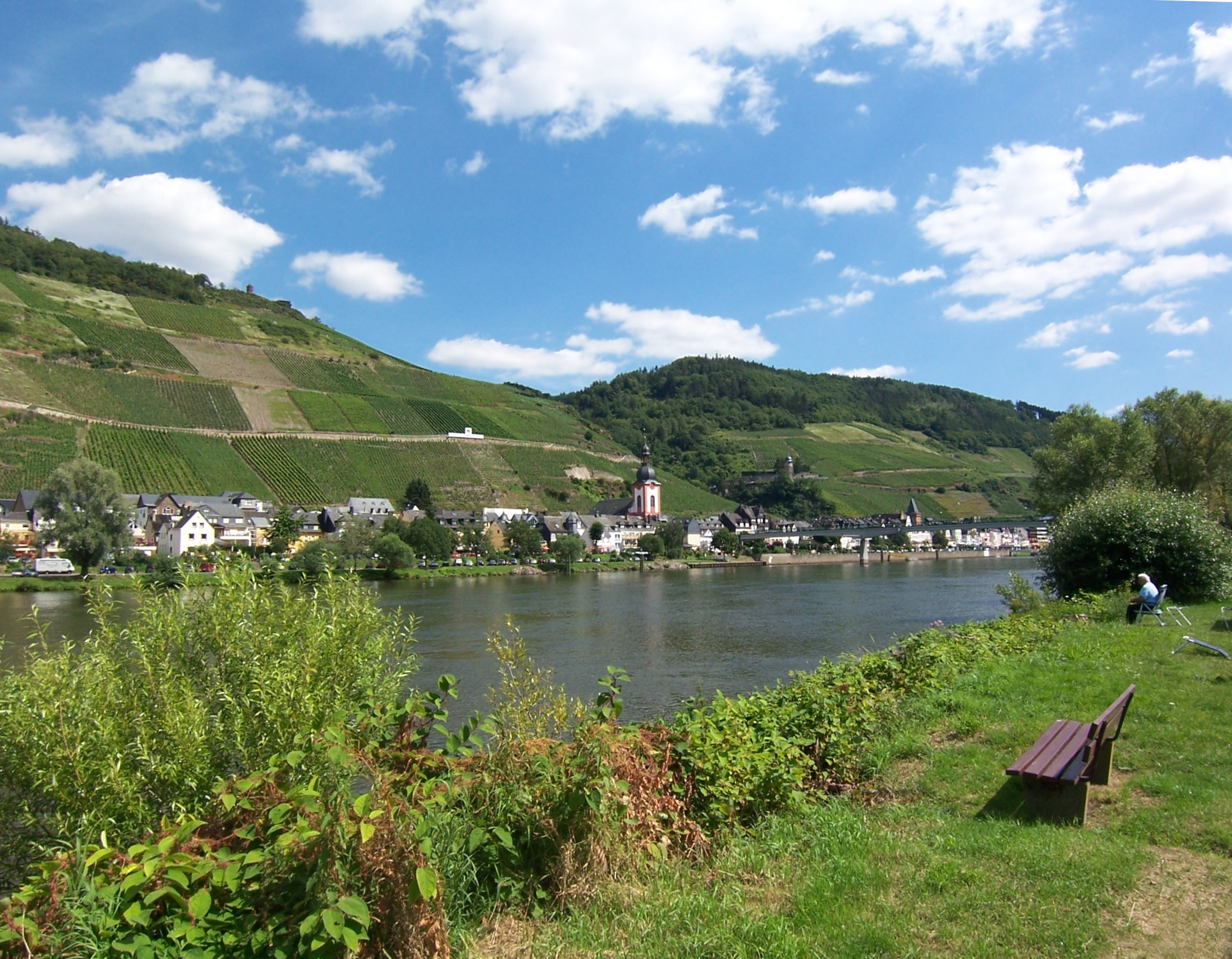
Zell
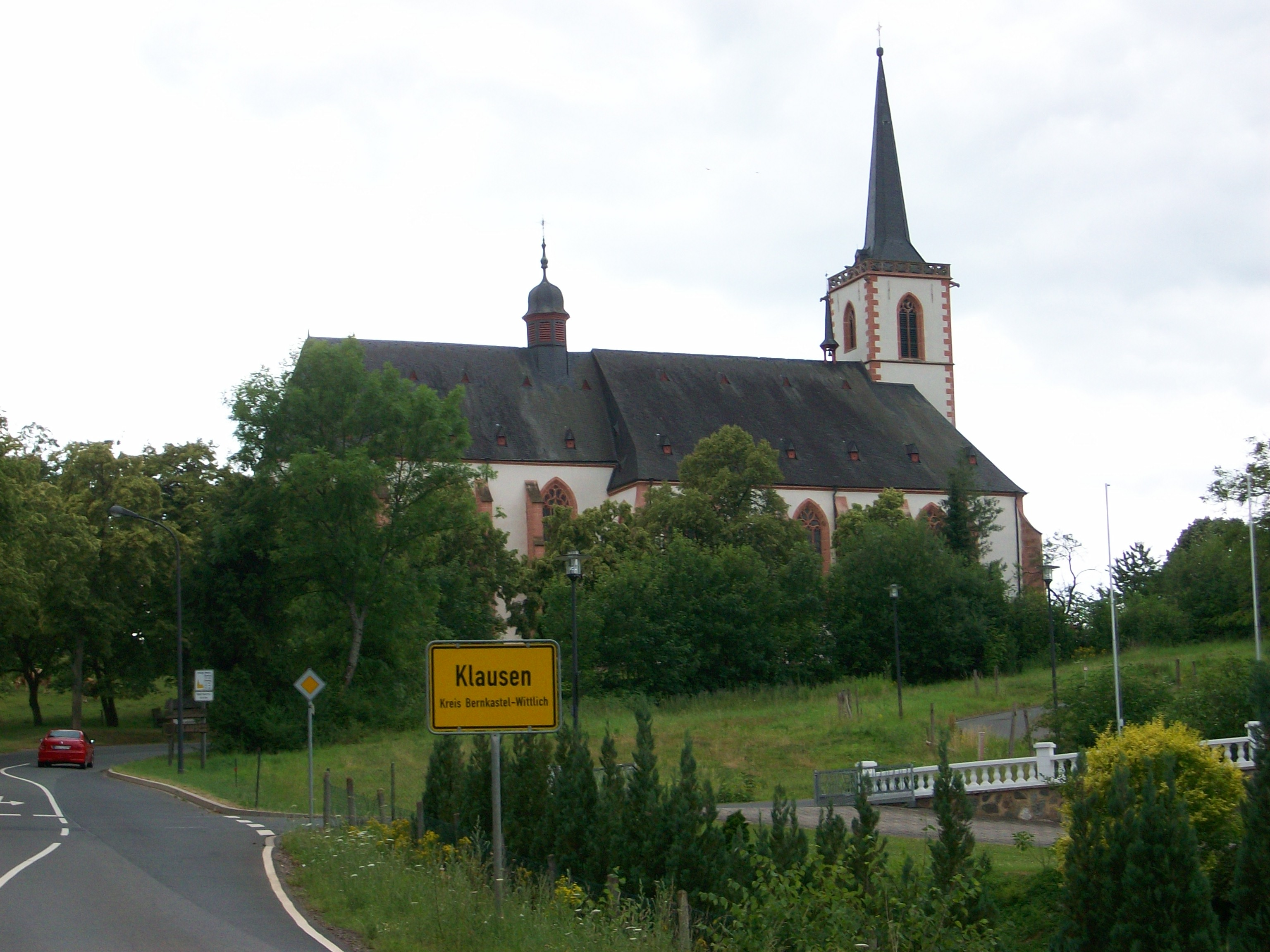
Wallfahrtskirche St. Maria, Klausen
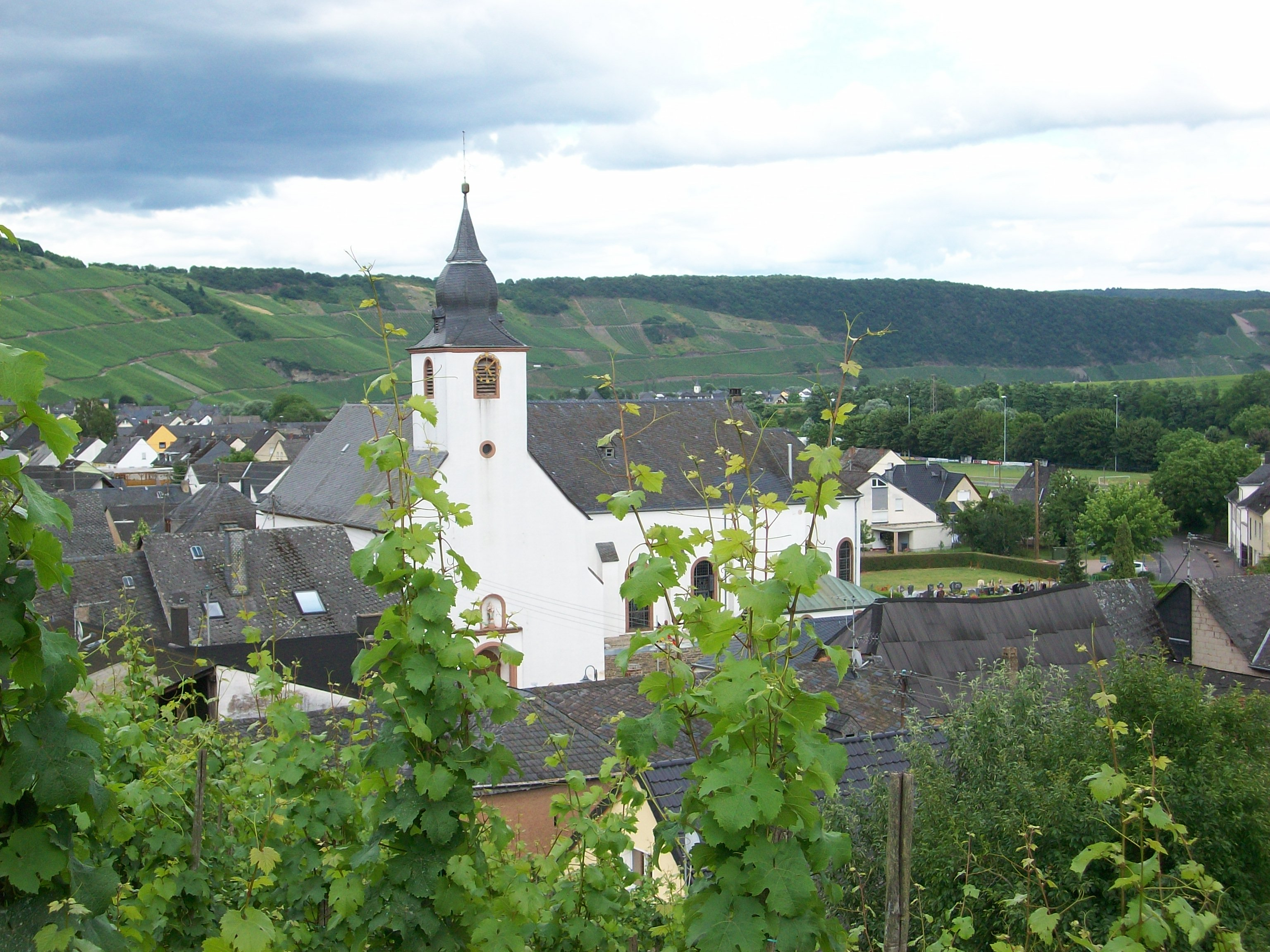
Klüsserath
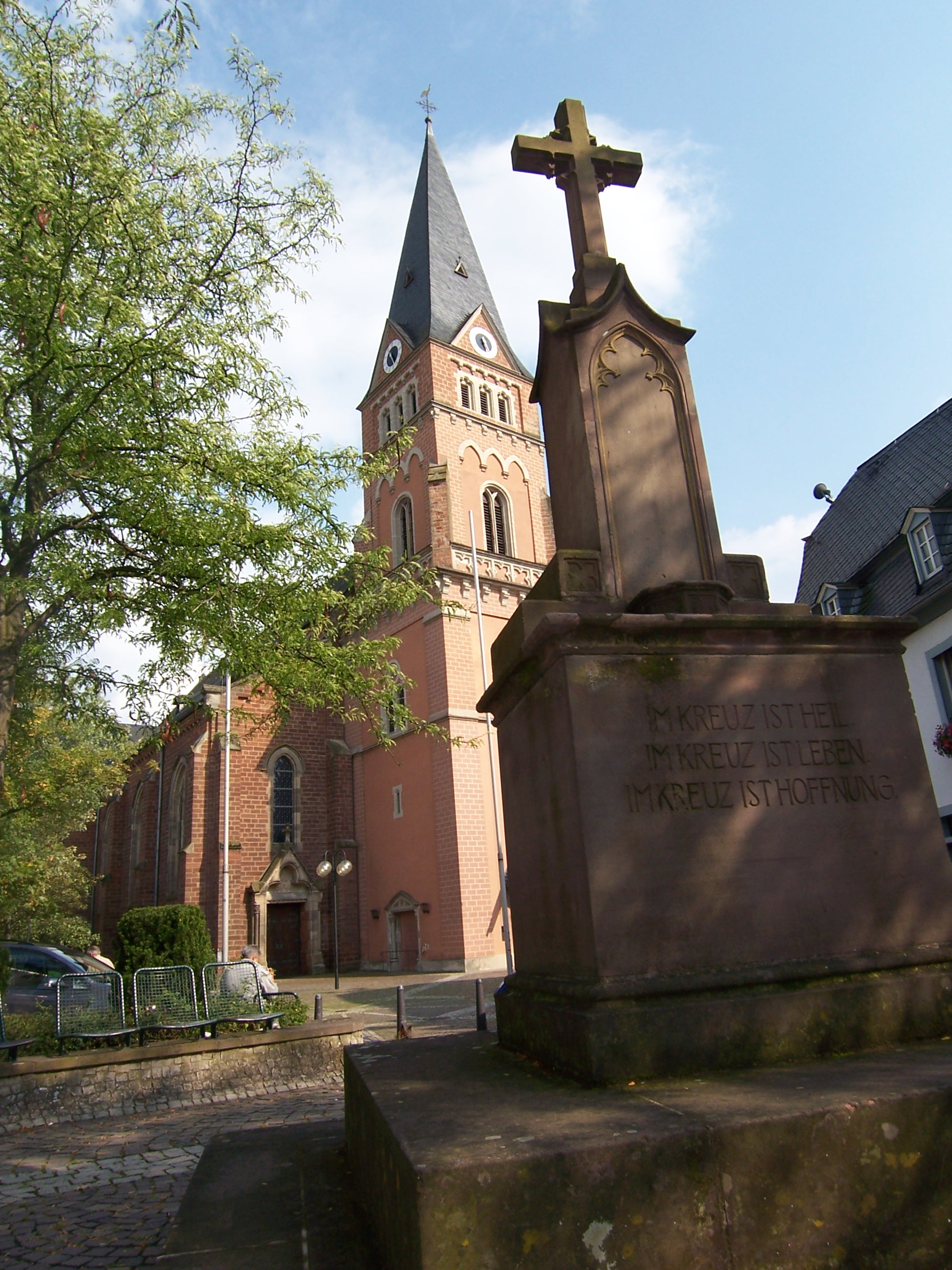
St. Martin, Schweich
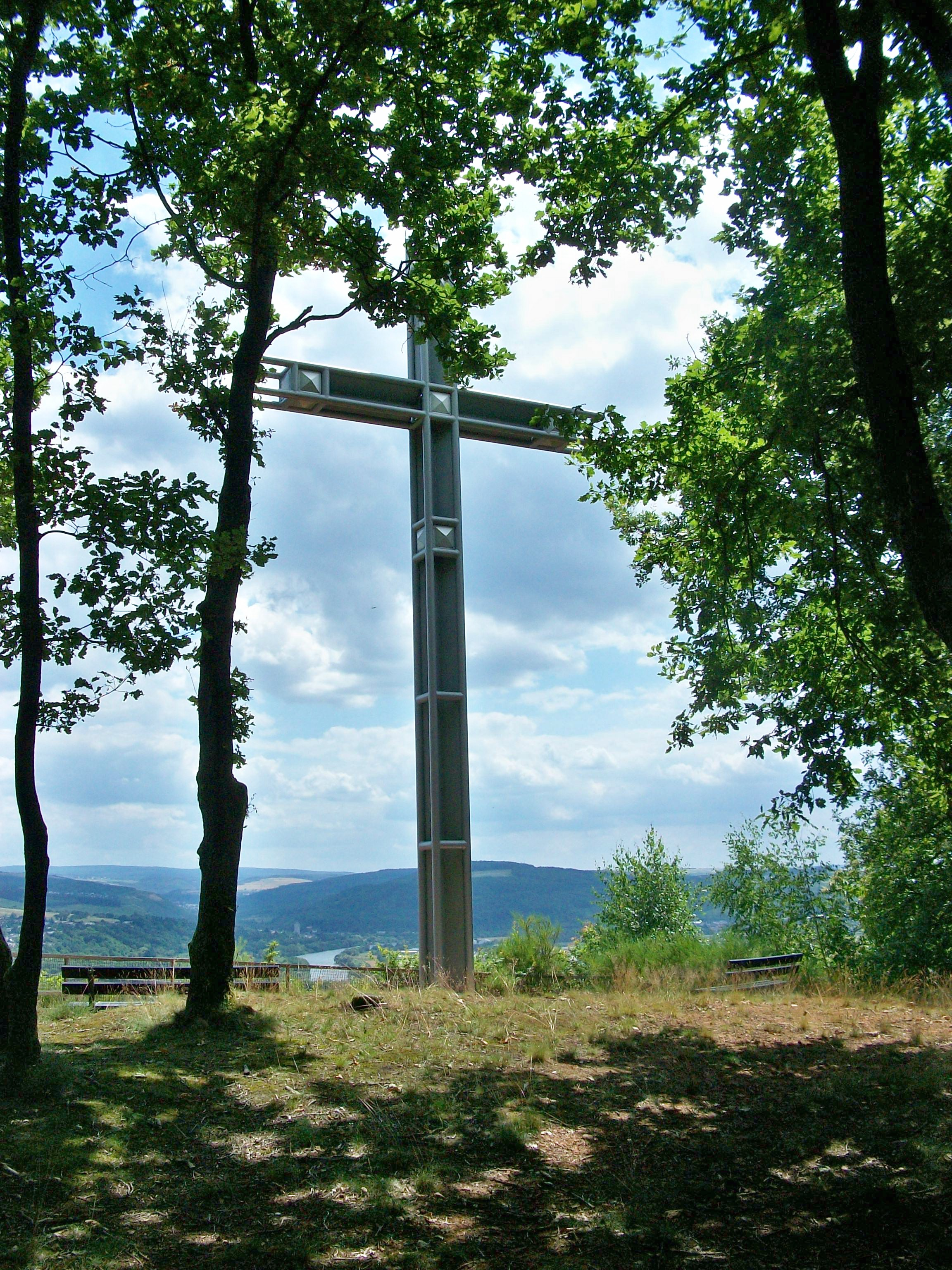
Kreuz auf den Heidestuben oberhalb von Trier-Ehrang
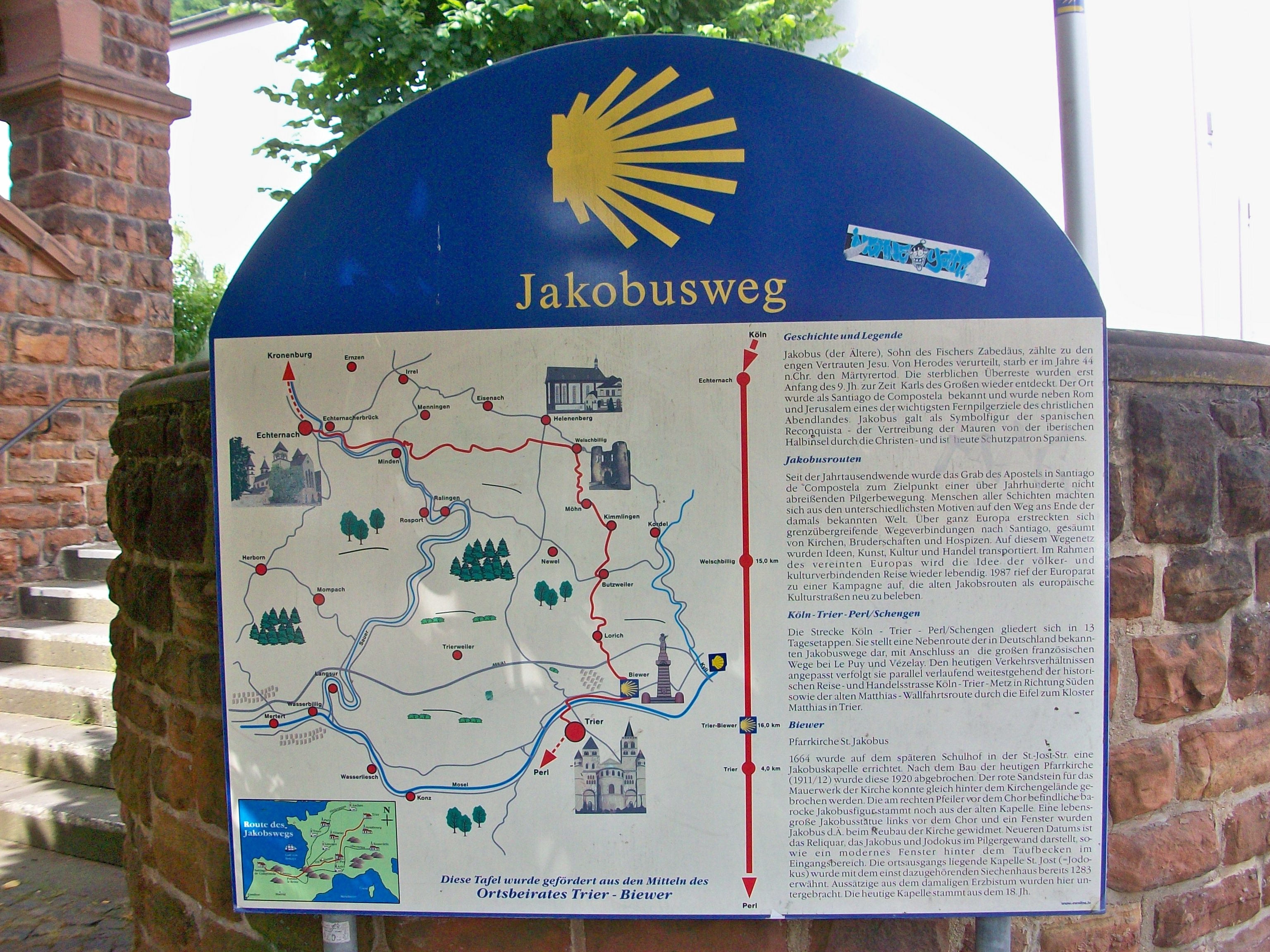
Infotafel zum Jakobsweg an der St. Jakobus-Kirche, Trier-Biewer
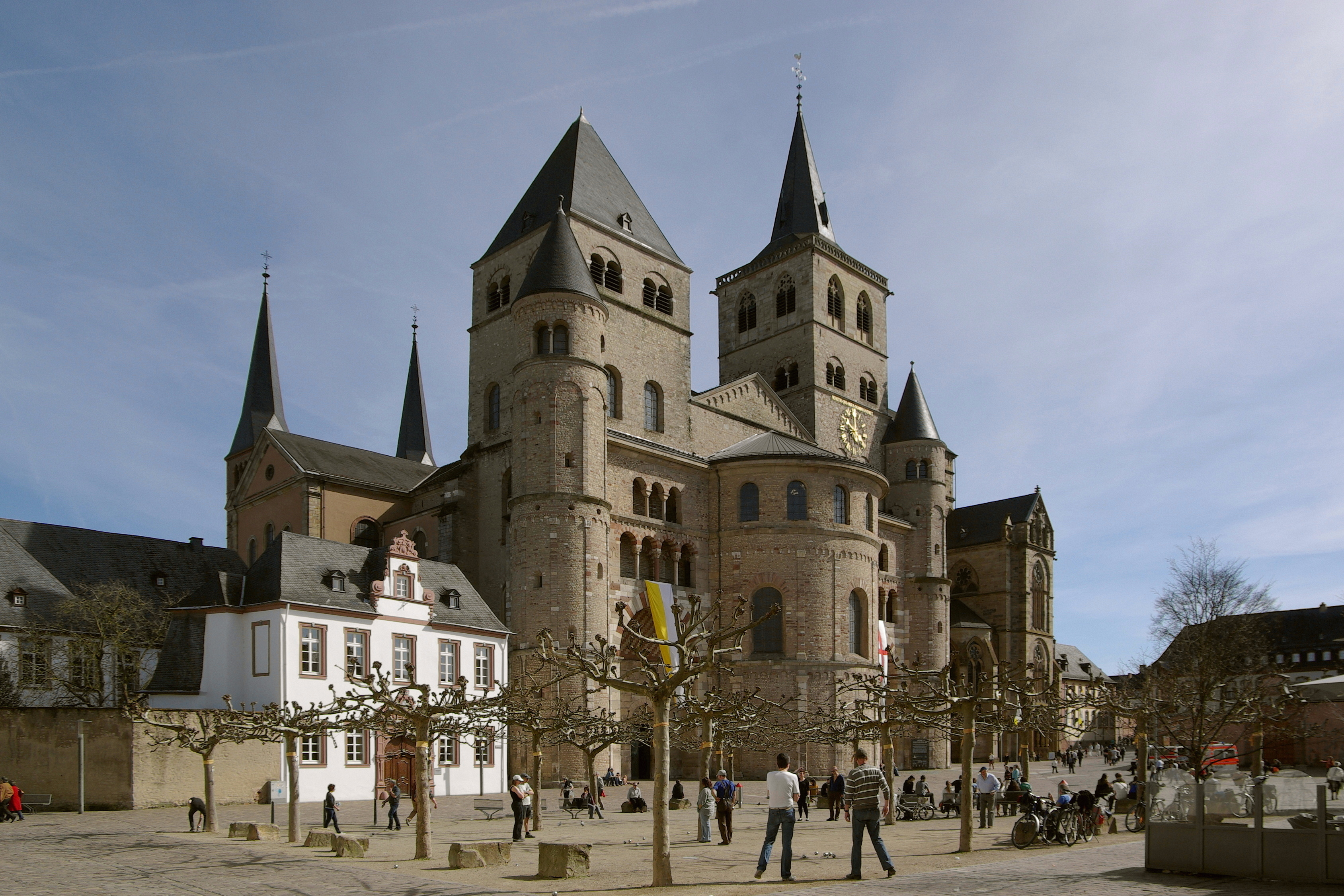
Hohe Domkirche St. Peter, Trier
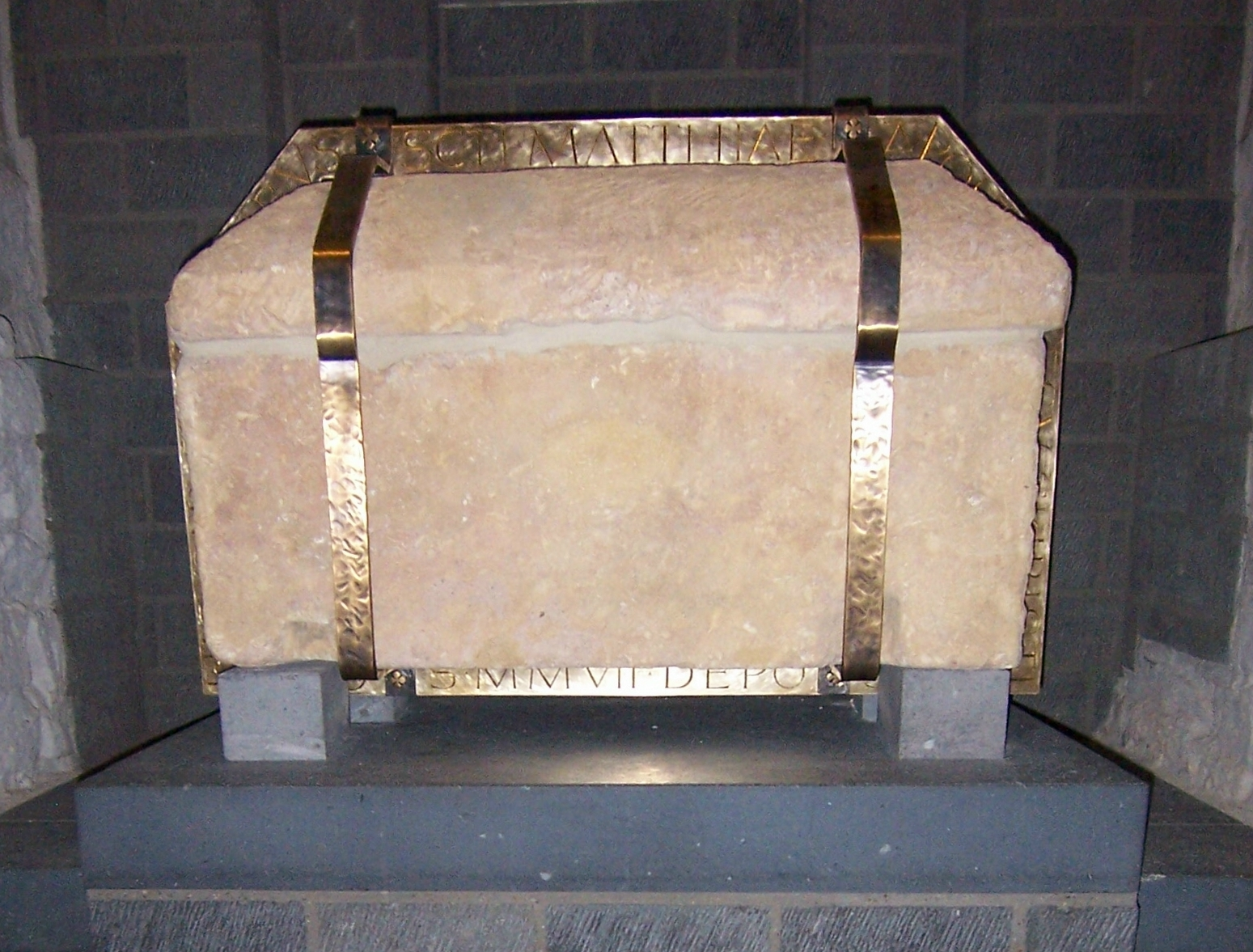
Sarkophag des Apostels Matthias

## Jakobusspuren
Im Verlaufe des Mosel-Caminos sind einige sowohl historische, doch mehrheitlich neuzeitliche Jakobusspuren vorzufinden. 
| Ort                                       | Beschreibung |
| Stolzenfels, Pfarrkirche St. Menas        | Muschelstein am Treppenaufgang |
| Oberfell, Wallfahrtskirche Bleidenberg    | Pilgerstein (2012) |
| Hatzenport, Pfarrkirche St. Rochus        | dreiteiliges Fenster mit Jakobusdarstellung |
| Klickerterhof                             | Entfernungstafel nach Santiago de Compostela |
| Treis-Karden, Stiftskirche St. Castor     | Jakobusstatue am Stephanusaltar (1628) Gemälde „Der wahre Weinstock“ (17. Jahrhundert) |
| Kloster Maria Engelport                   | Entfernungstafel nach Santiago de Compostela |
| Beilstein                                 | Jakobsmuschel im Gemeindewappen |
| Zell-Kaimt, Pfarrkirche St. Jakobus       | Schlussstein mit Brustbild des Jakobus (15. Jahrhundert) und Jakobusstatue |
| Starkenburg, evangelische Kirche          | Jakobusdarstellung an der Westempore |
| Starkenburg                               | Pilgerbrunnen (2013) Pilgerstein |
| Bernkastel-Kues, Pfarrkirche St. Michael  | Tafelbild in der Sakramentskapelle |
| Bernkastel-Kues, St. Nikolaus-Stift       | Fresko im Refektorium (15. Jahrhundert, nicht öffentlich zugänglich) |
| Lieser, Pfarrkirche St. Peter             | Fresken neben der Chorempore und im Altarraum |
| (Osann-)Monzel, Hofstraße                 | Pilgerstein |
| Klausen, Wallfahrtskirche St. Maria       | originale Jakobsmuschel aus Santiago de Compostela am Treppenaufgang Jakobusrelief am Beichtstuhl |
| Klüsserath, Waldkapelle am Hansenberg     | Pilgerstein |
| Klüsserath, Wetterstation                 | Pilgerstein |
| Klüsserath, Echternacher Hof              | Jakobusaltar (1935) |
| Klüsserath, Pfarrkirche Rosenkranzkönigin | Jakobusfigur am Hochaltar (1622) |
| Schweich, Parkplatz Heilbrunnen           | Pilgerstein |
| Trier-Quint, Forsthaus                    | Pilgerstein |
| Trier-Biewer, Biewerer Straße             | St. Jakobs-Brunnen (1832) |
| Trier-Biewer, Pfarrkirche St. Jakobus     | Statuen und Fensterbilder |
| Trier                                     | Jakobusstatue an der Steipe Jakobusbildnis an einer Säule in der Liebfrauenkirche Entfernungshinweis nach Santiago de Compostela am Brunnen im Abteihof von St. Matthias Jakobusskulptur bei den Vereinigten Hospitien und in der Stiftskirche St. Irminen |

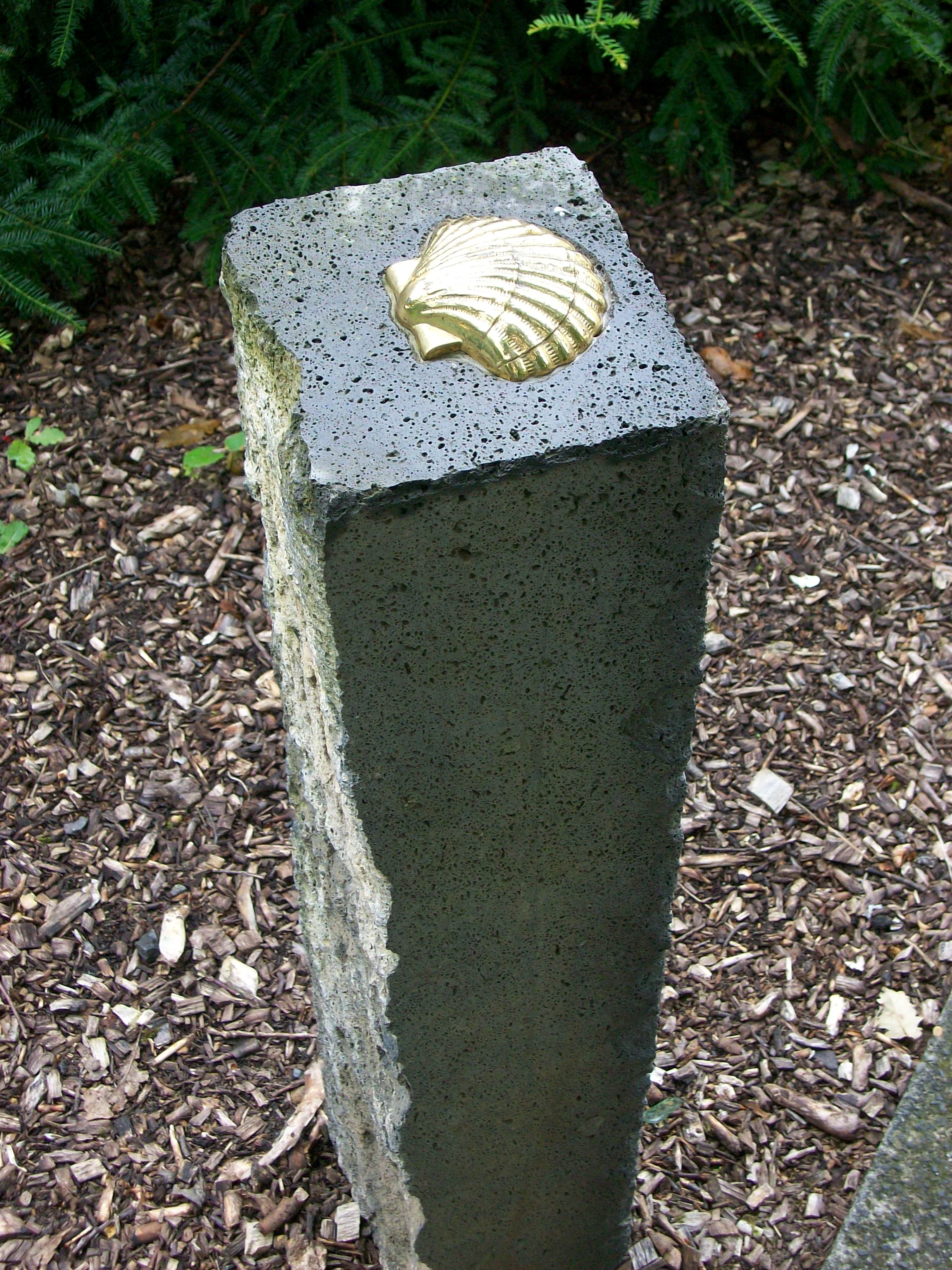
Muschelstein in Stolzenfels
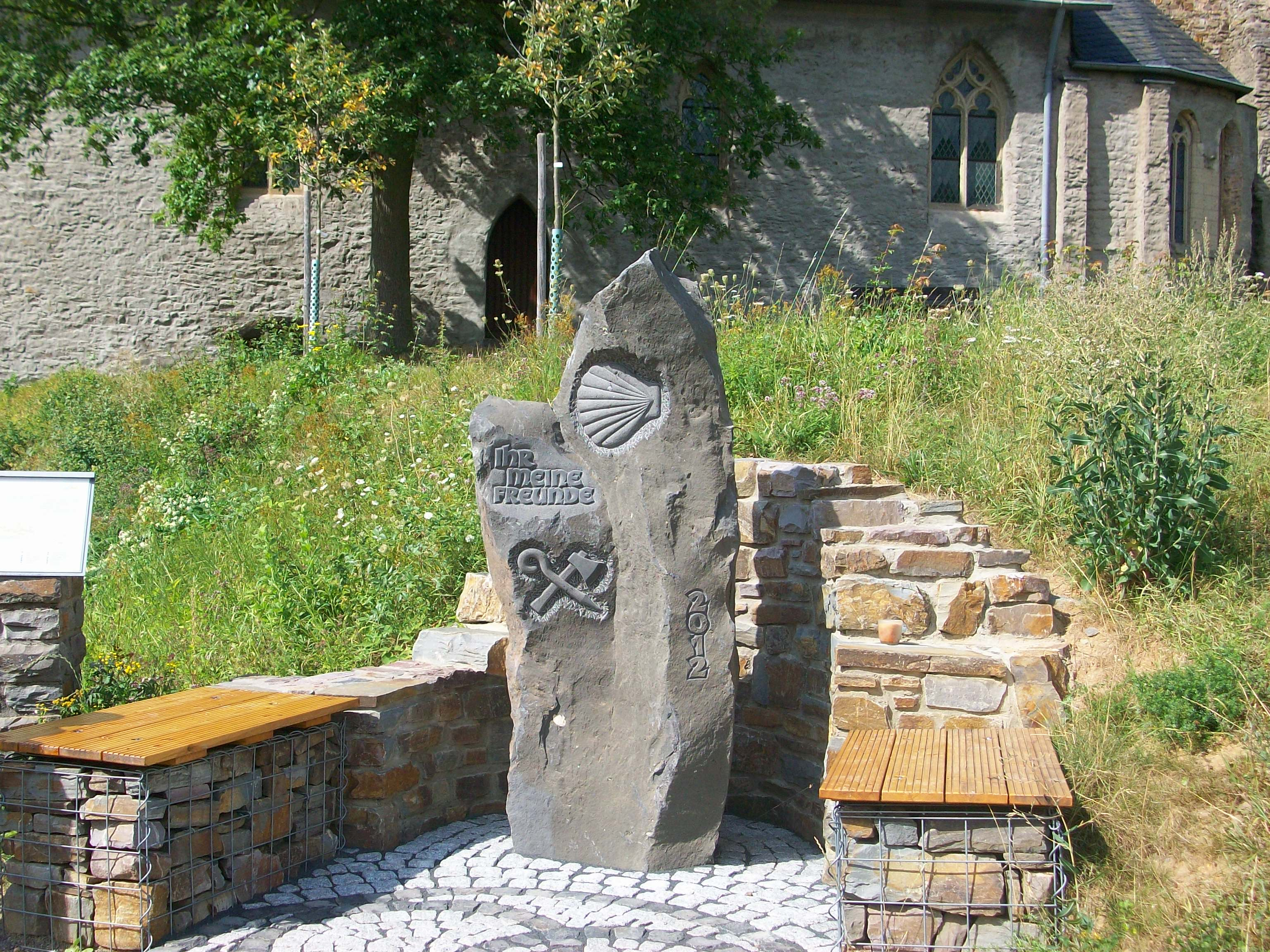
Pilgerstein auf dem Bleidenberg
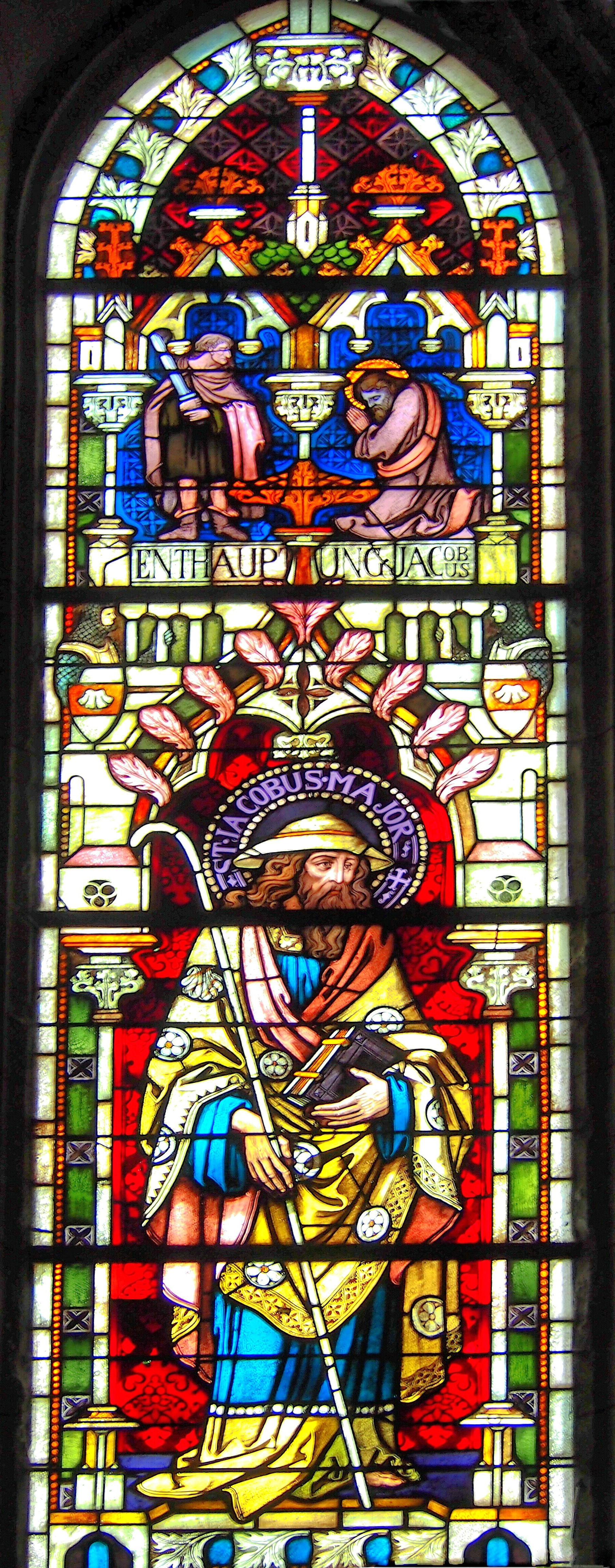
Jakobusfenster, Hatzenport
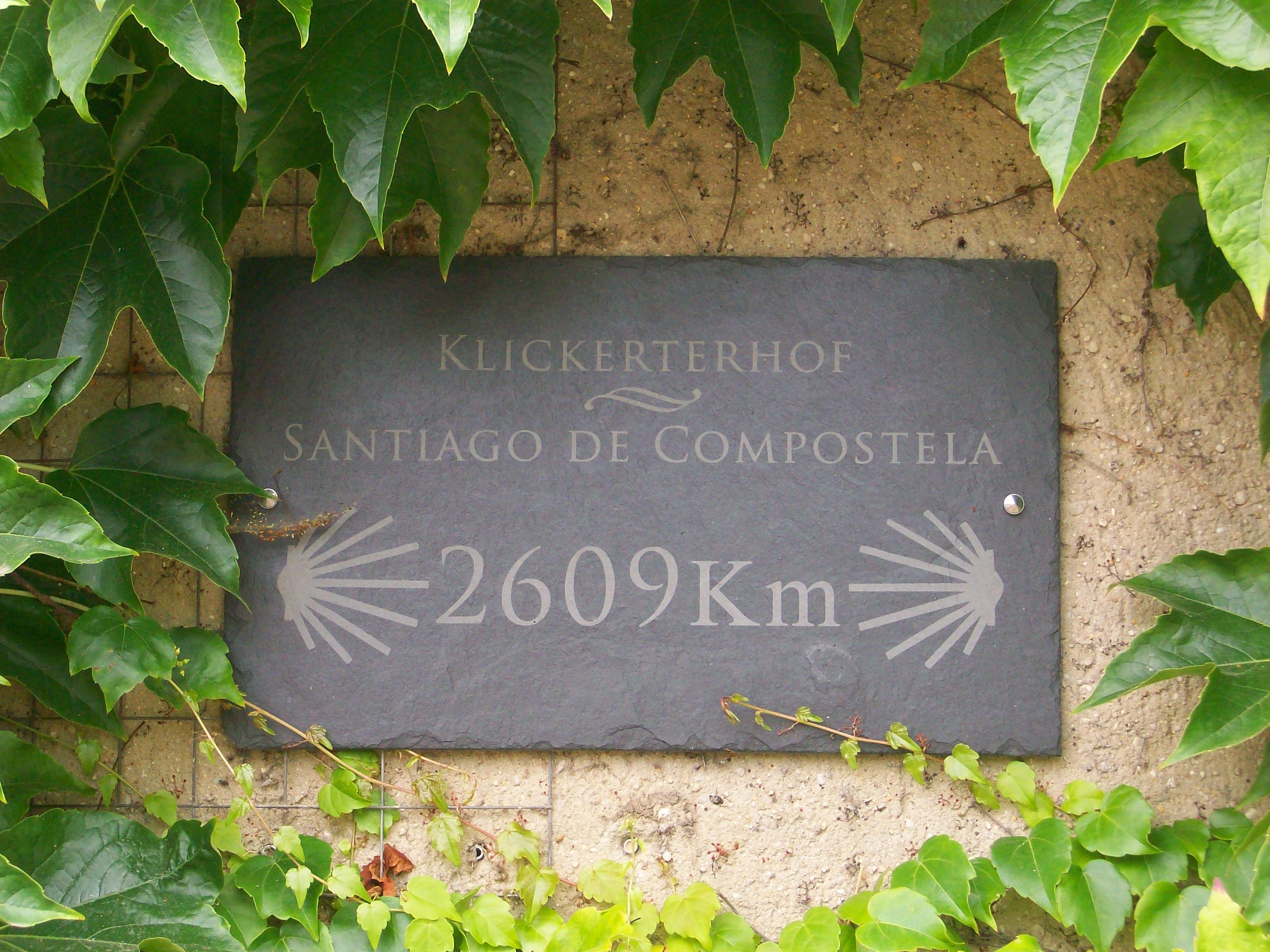
Entfernungstafel, Klickerterhof
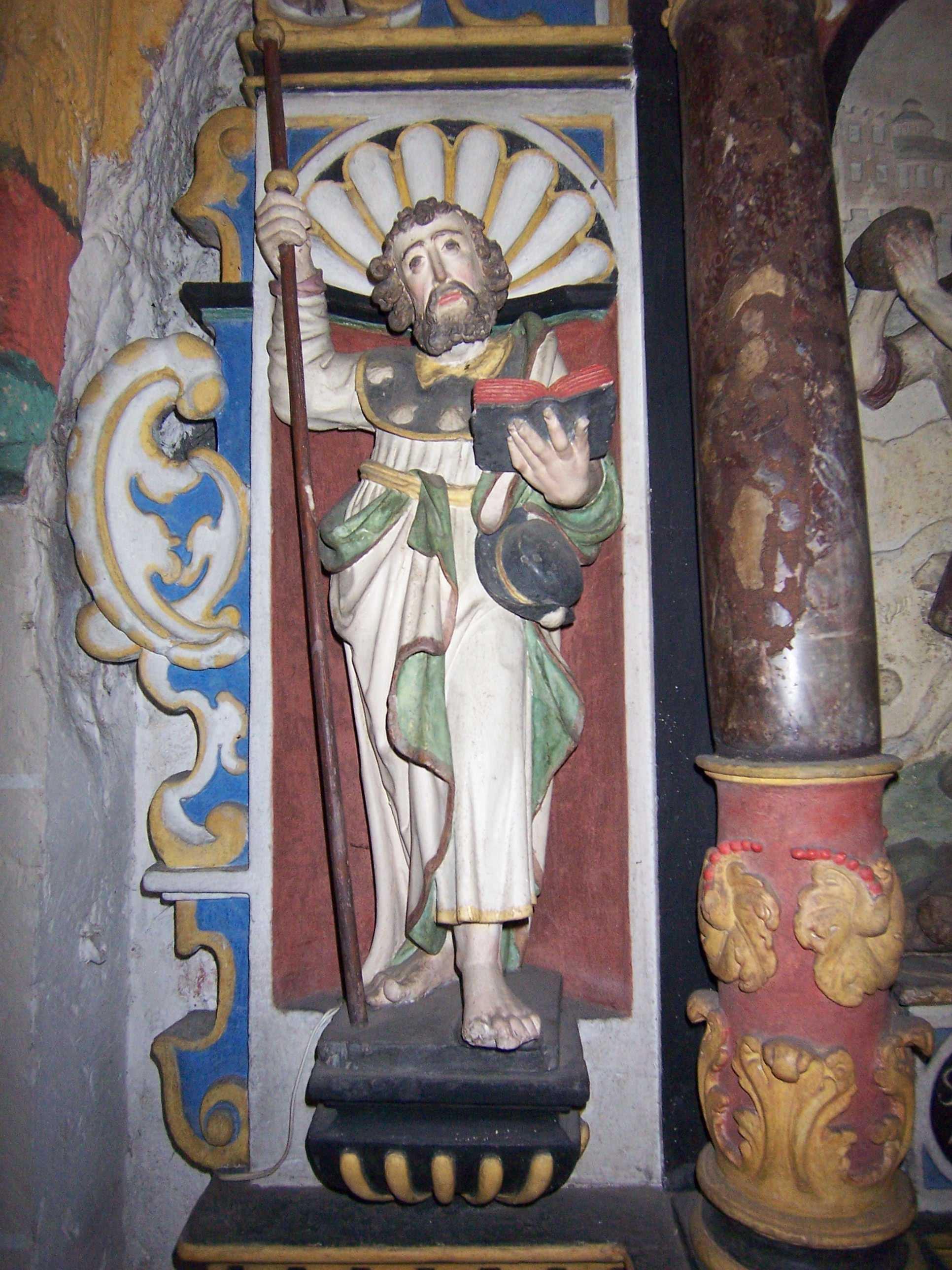
Statue am Stephanusaltar, St. Castor Karden
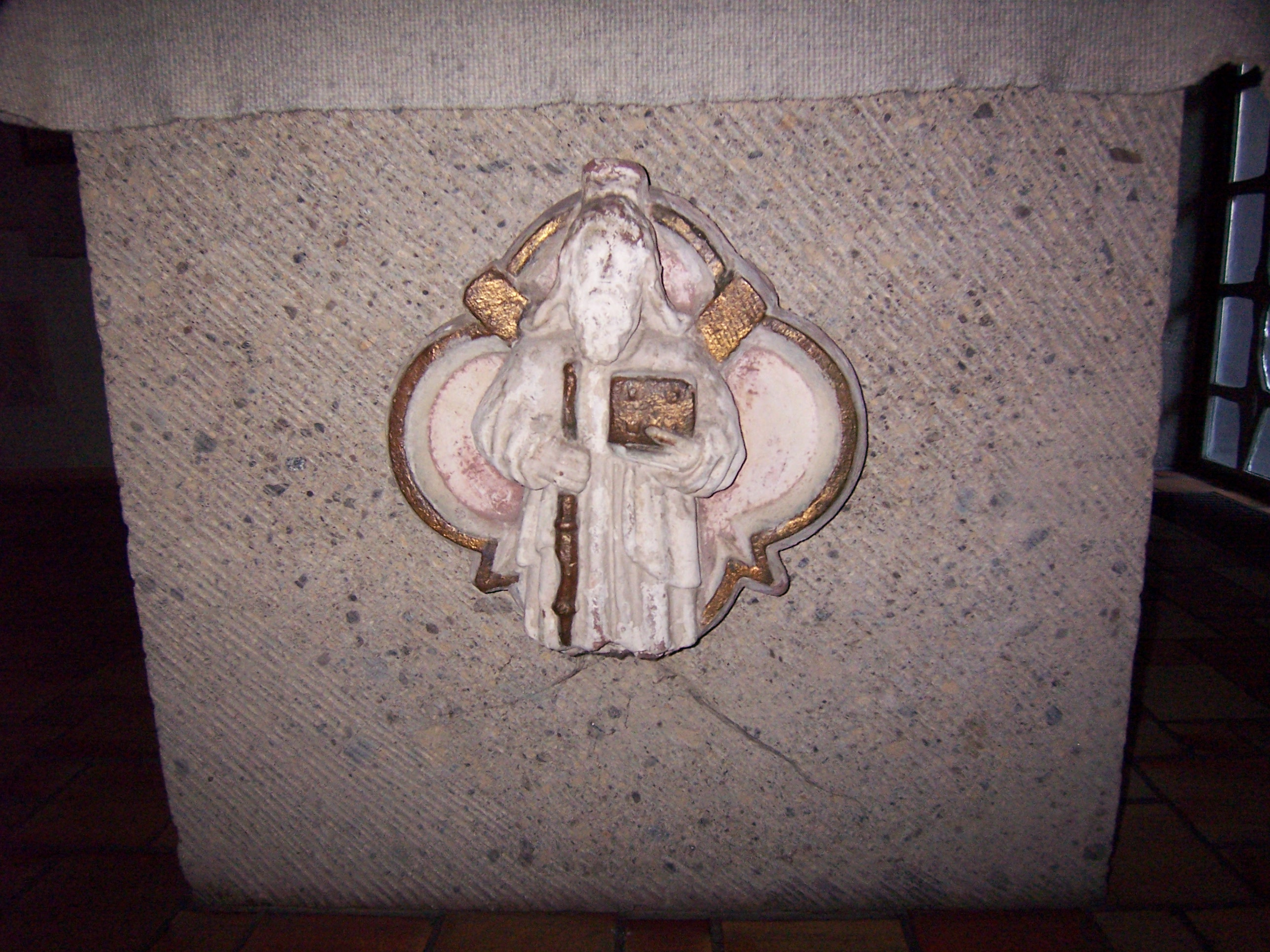
Schlussstein, Zell-Kaimt
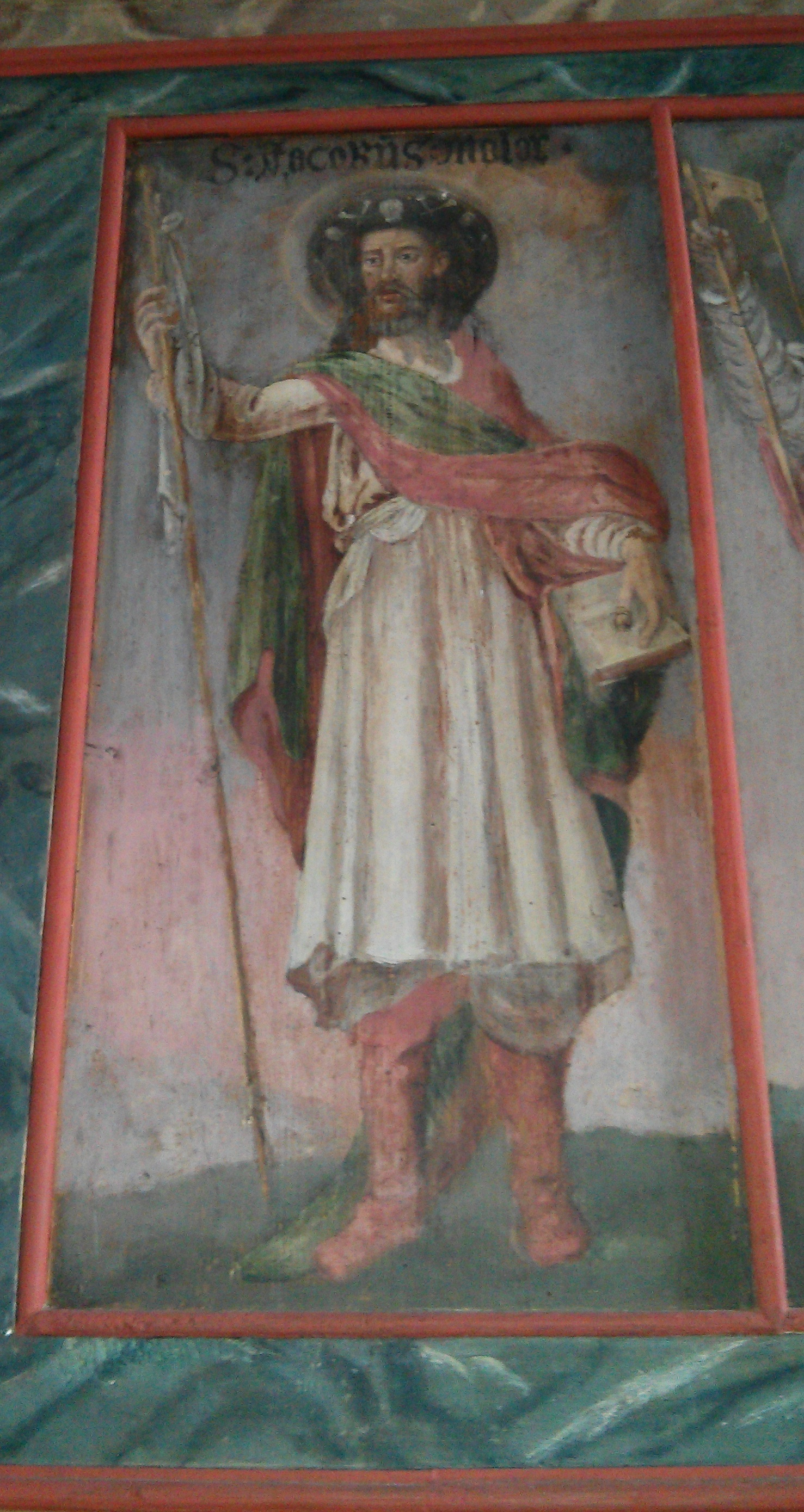
Jakobusdarstellung, evangelische Kirche, Starkenburg
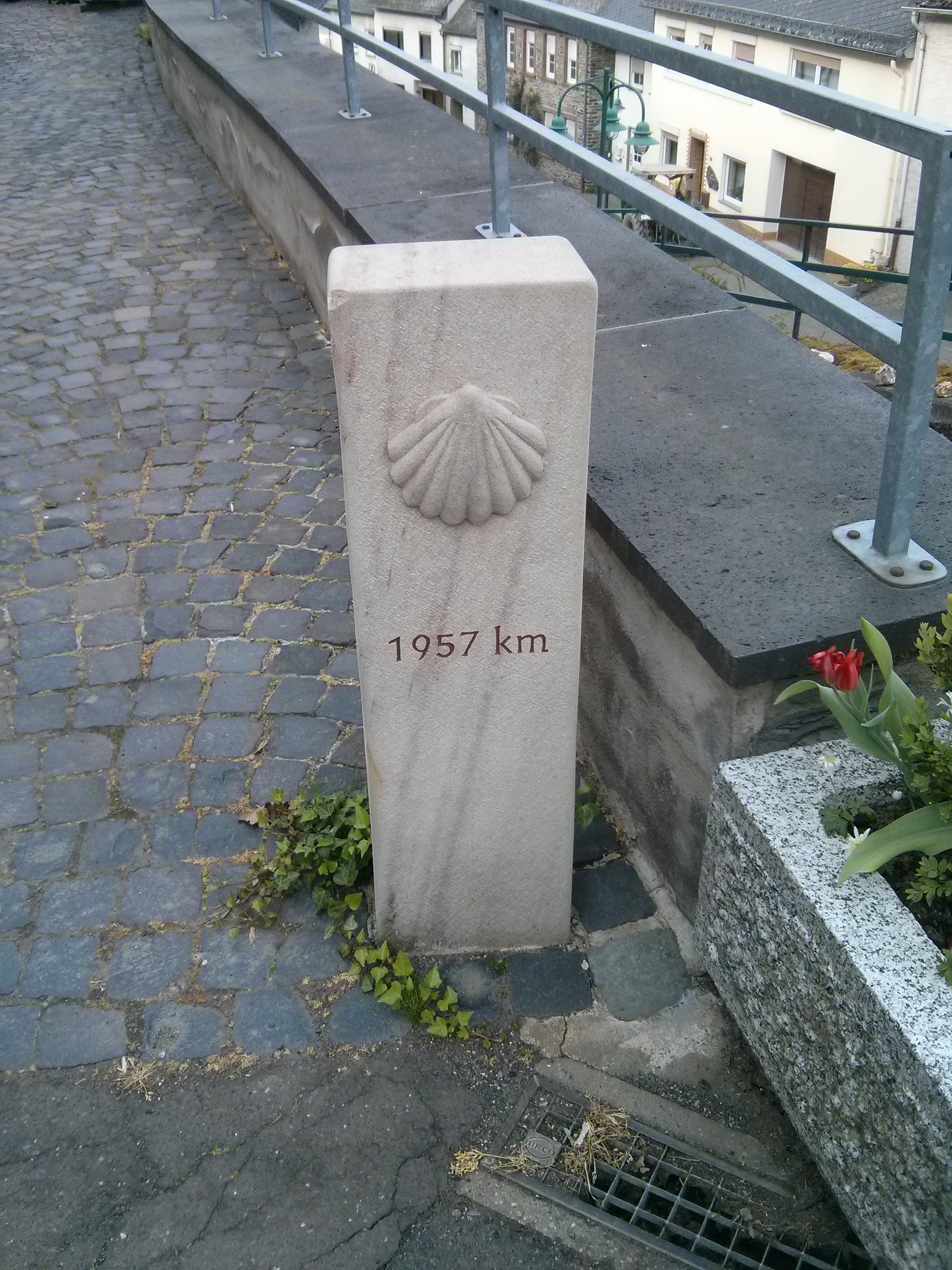
Pilgerstein, Starkenburg
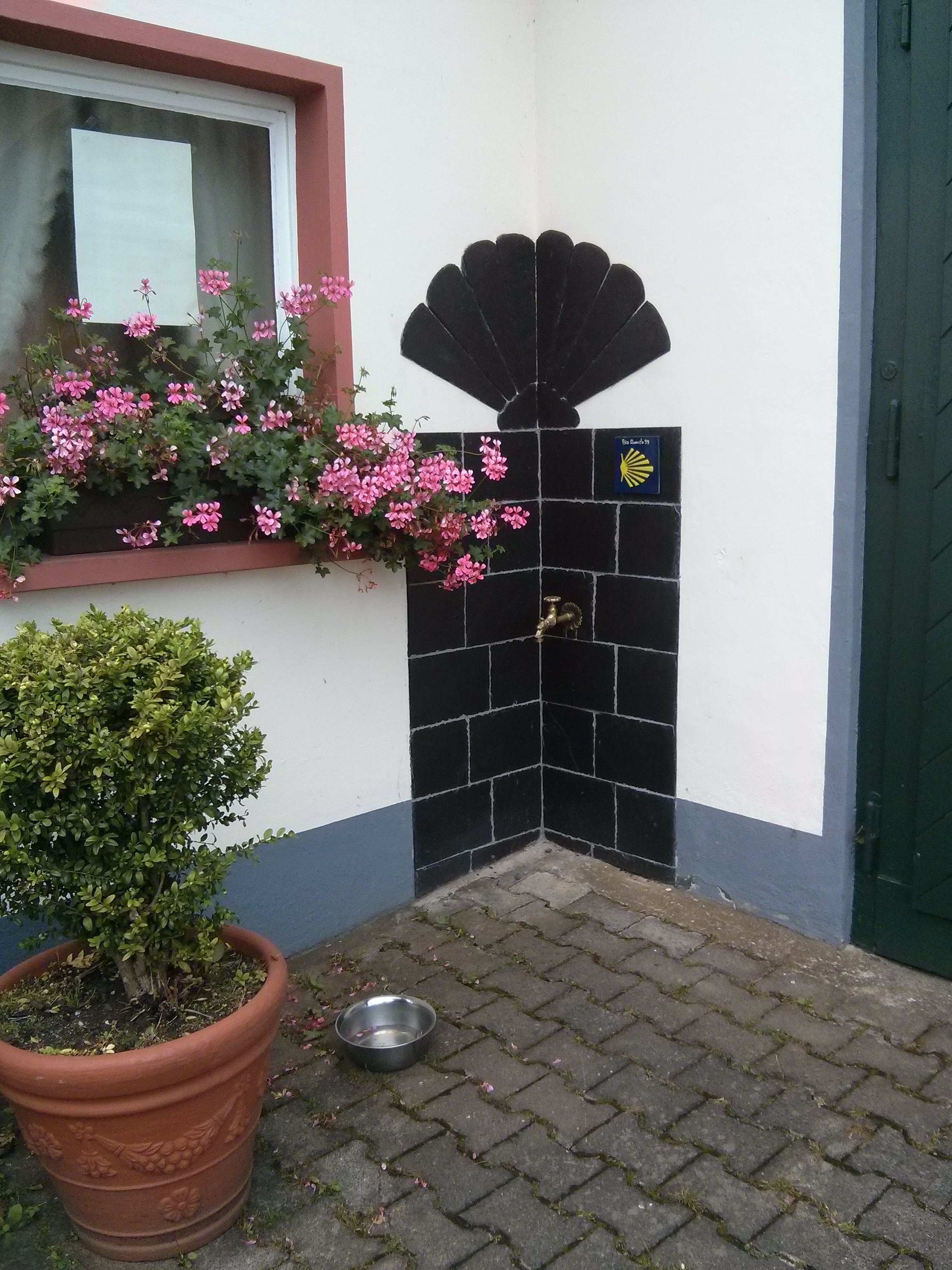
Pilgerbrunnen, Starkenburg
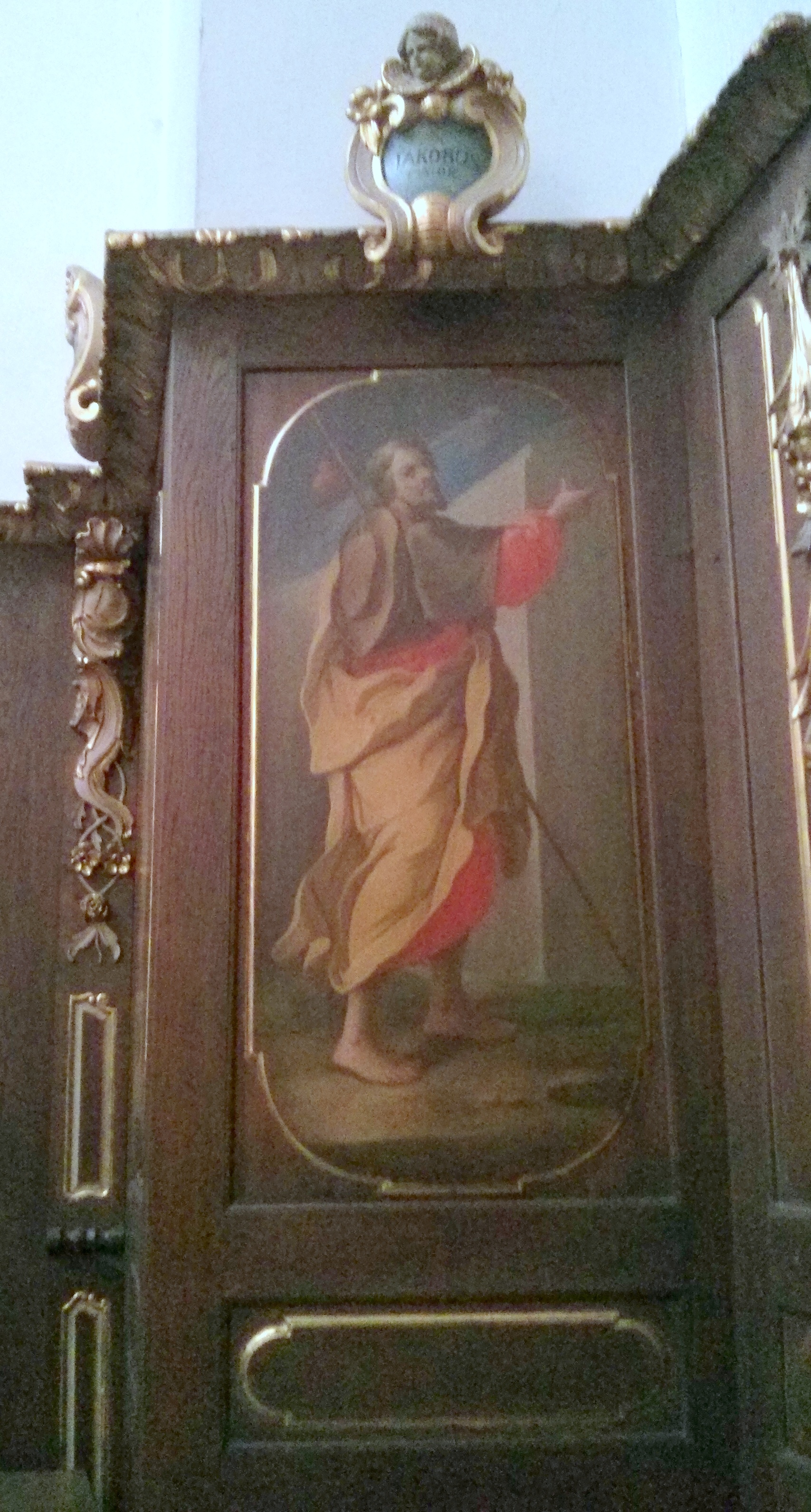
Jakobusdarstellung, St. Michael, Bernkastel-Kues
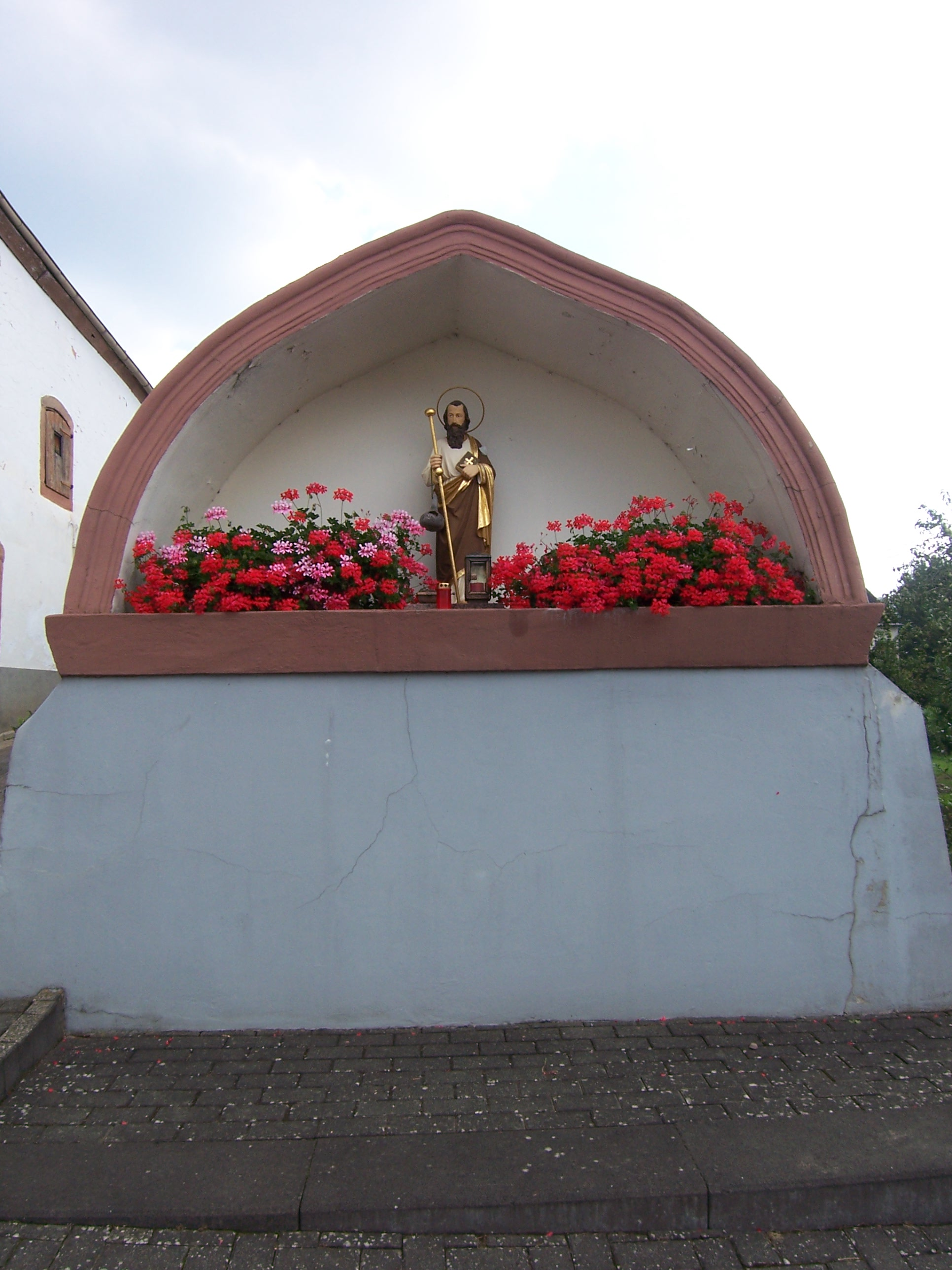
Jakobusaltar, Klüsserath
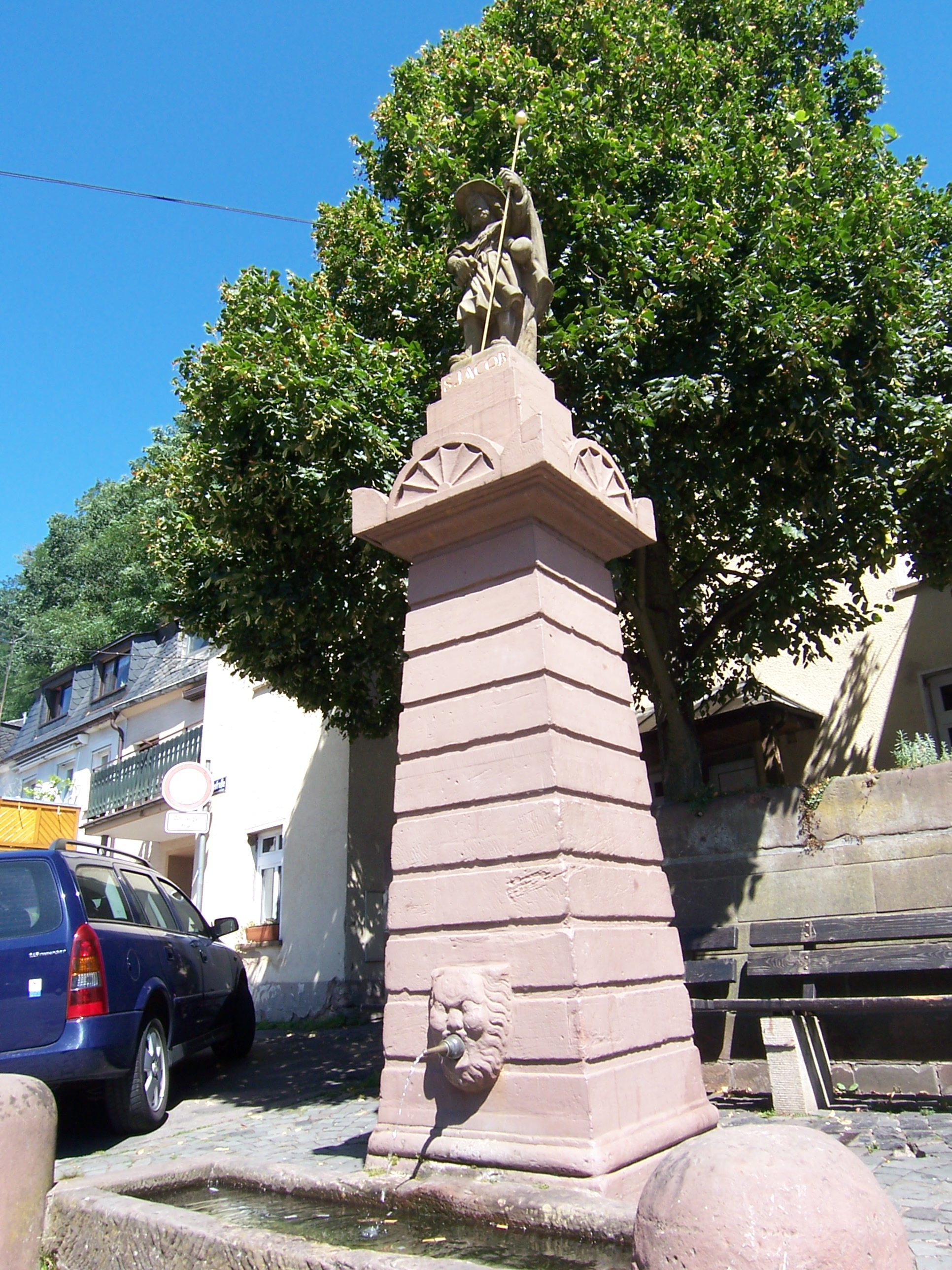
St. Jakobs-Brunnen, Biewer
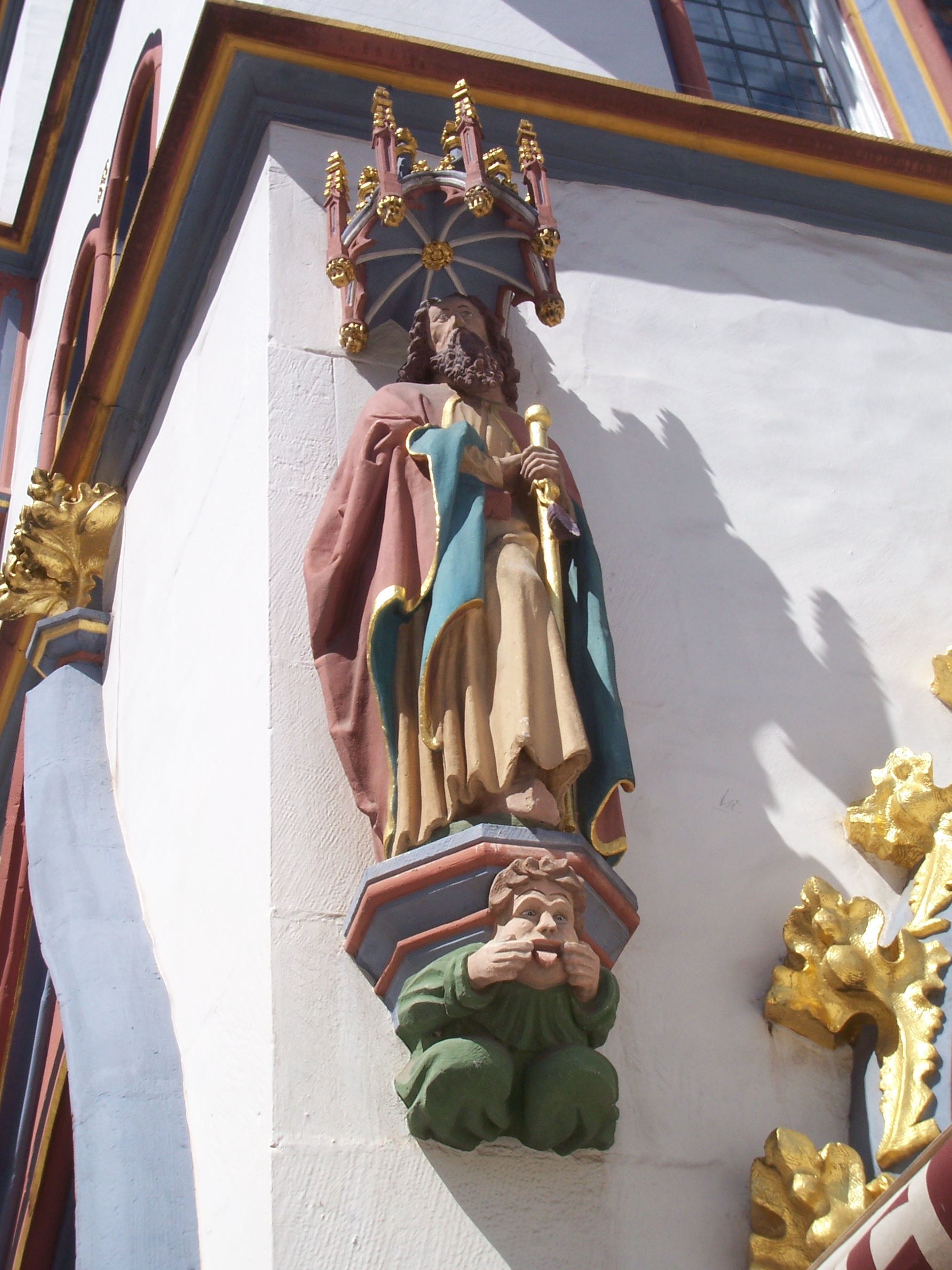
Jakobus-Statue, Steipe, Trier
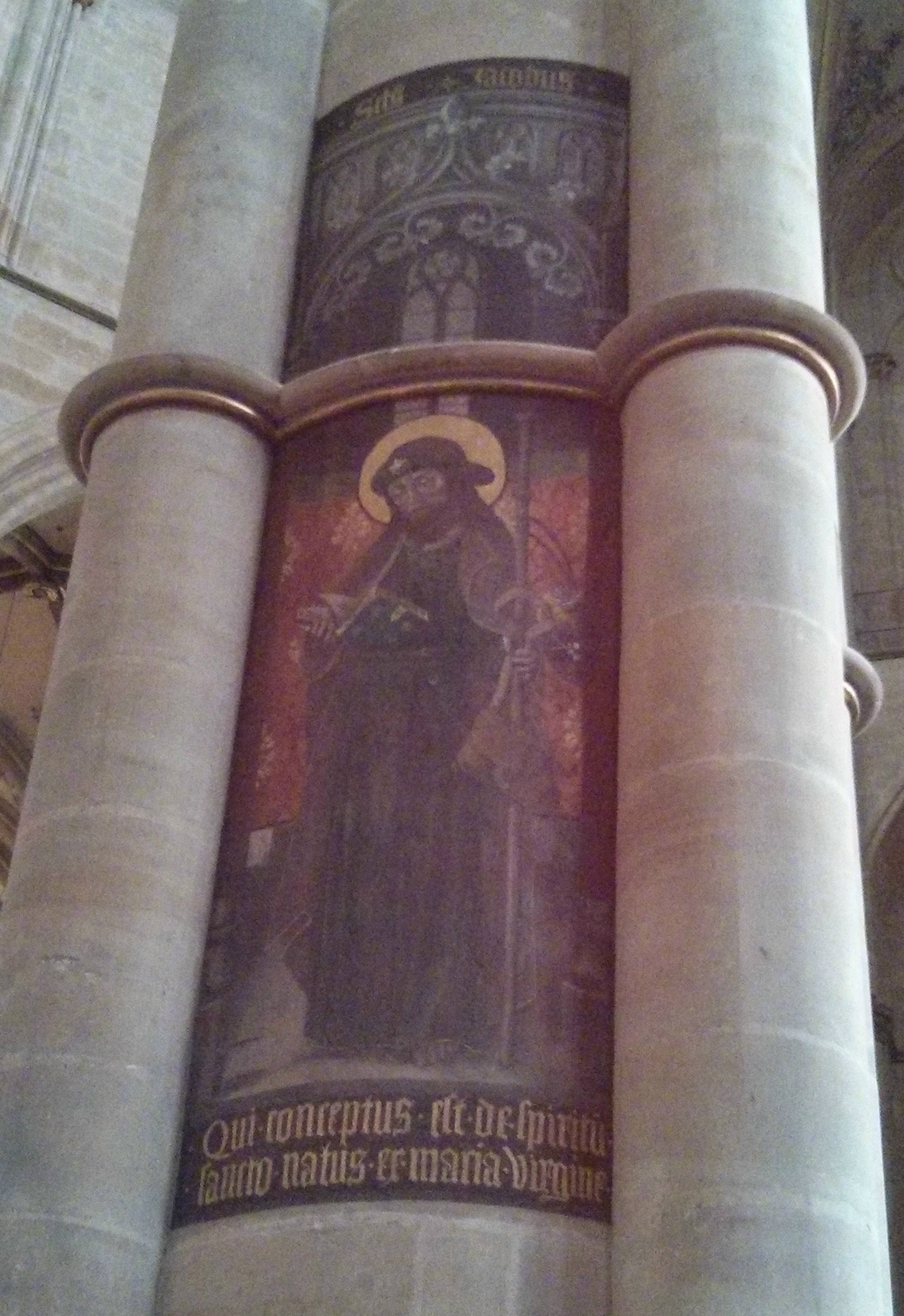
Jakobusdarstellung, Liebfrauenkirche, Trier
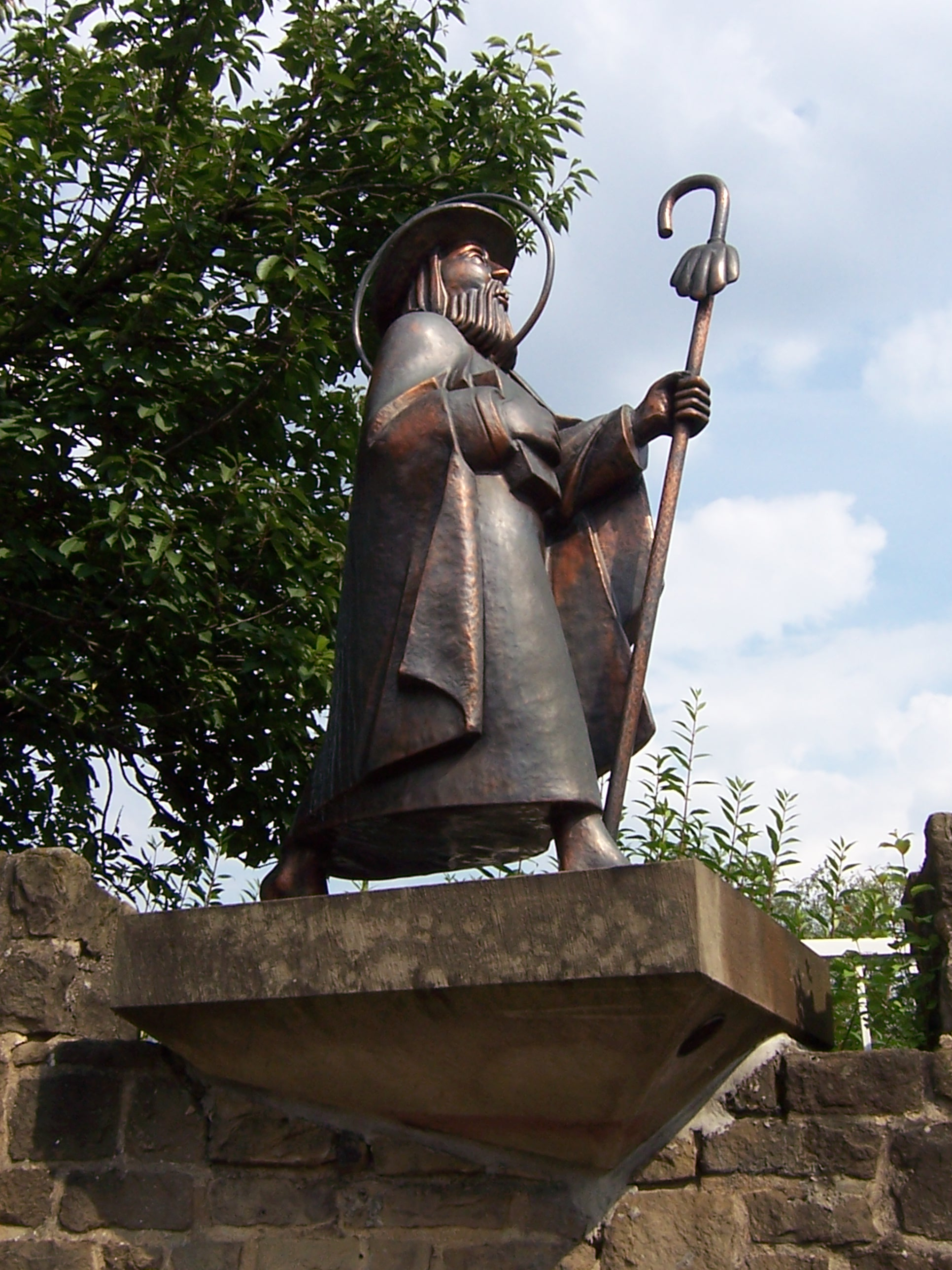
Jakobus-Skulptur, Trier
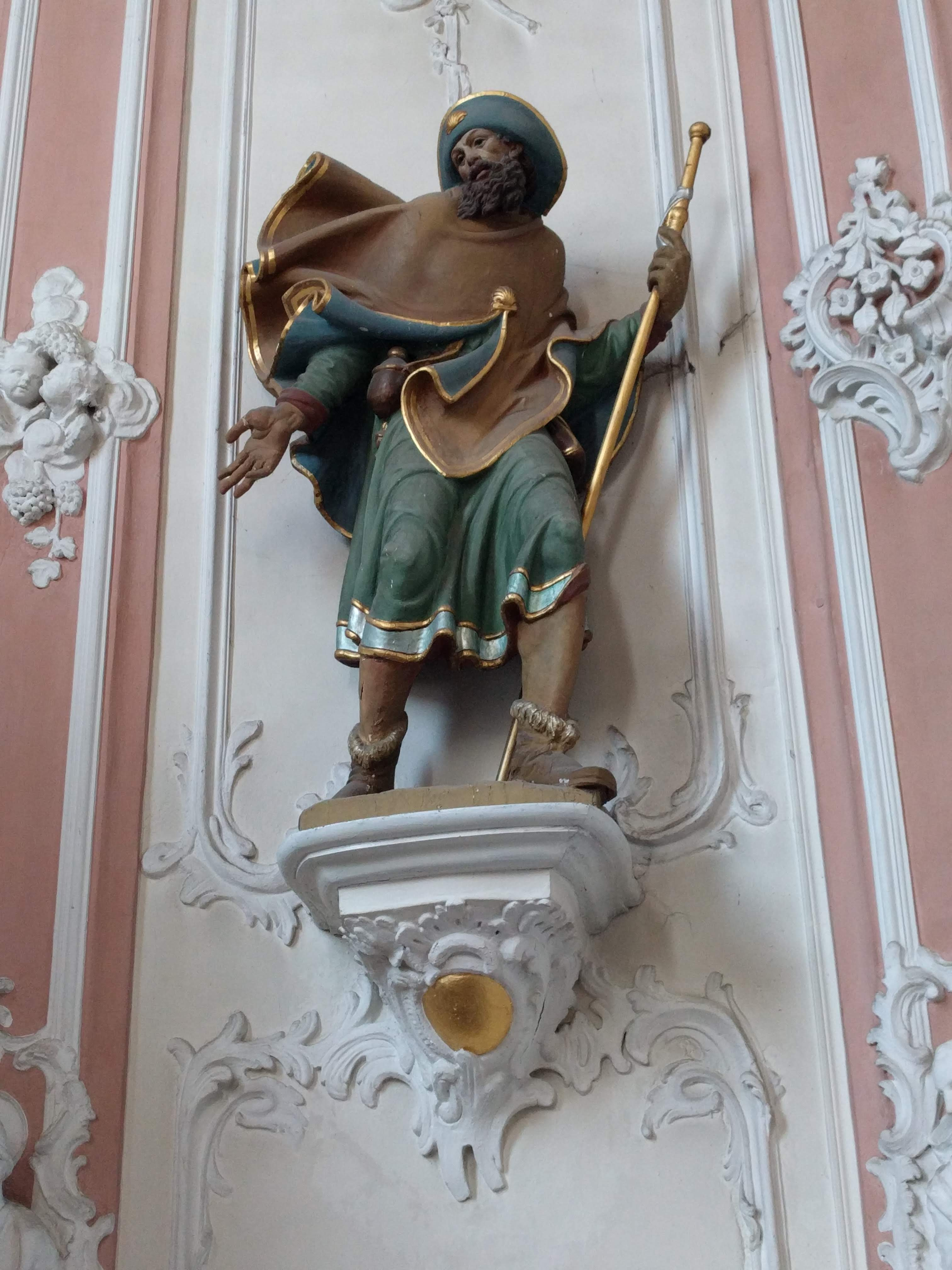
Jakobus in der Stiftkirche St. Irminen, Trier

## Pilgerstempel
In fast jedem Etappenort besteht die Möglichkeit, sich einen Pilgerstempel für seinen Pilgerausweis (spanisch = Credencial) geben zu lassen.
Nachfolgend eine Auswahl von Pilgerstempeln mit eindeutigem Bezug zum Jakobsweg:

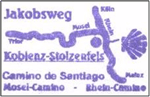
Stolzenfels
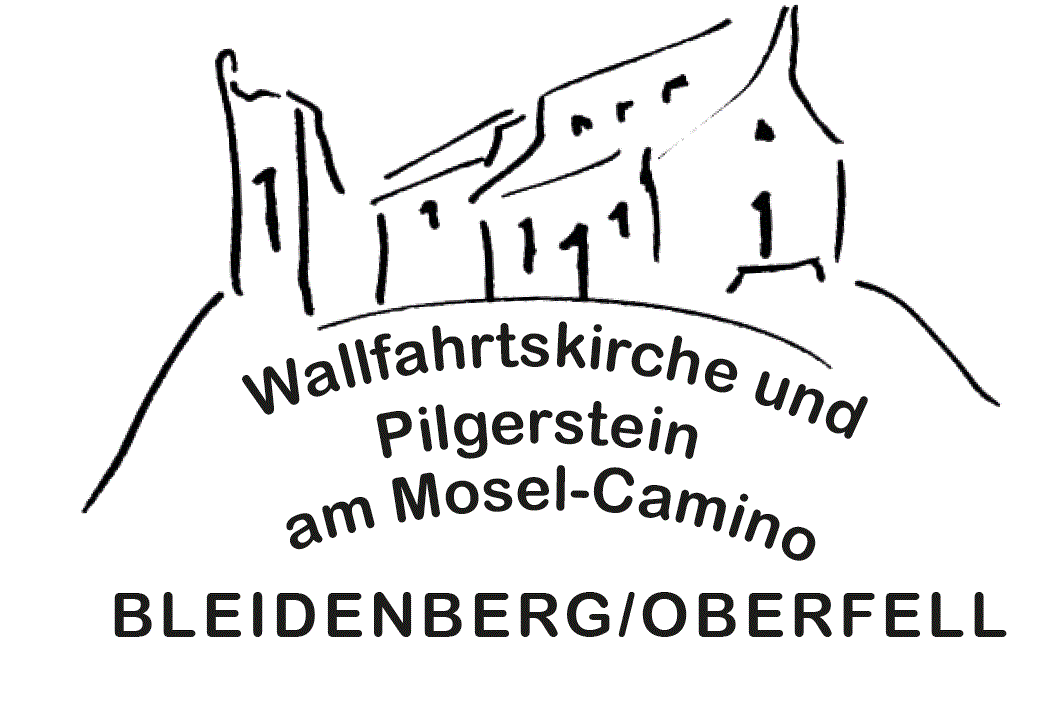
Oberfell/Bleidenberg
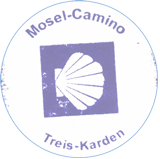
Treis-Karden
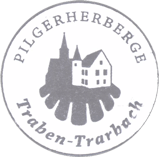
Traben-Trarbach
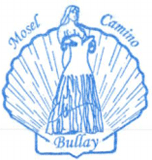
Bullay
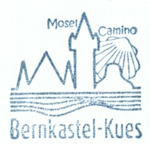
Bernkastel-Kues
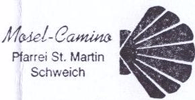
Schweich
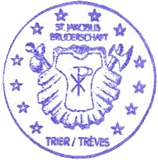
St. Jakobusbruderschaft Trier

## Pilgerherbergen
Entlang des Mosel-Camino gibt es derzeit zwei Pilgerherbergen: die Alte Lateinschule in Traben-Trarbach und die Eberhardsklause in Klausen.

## Artenschutz

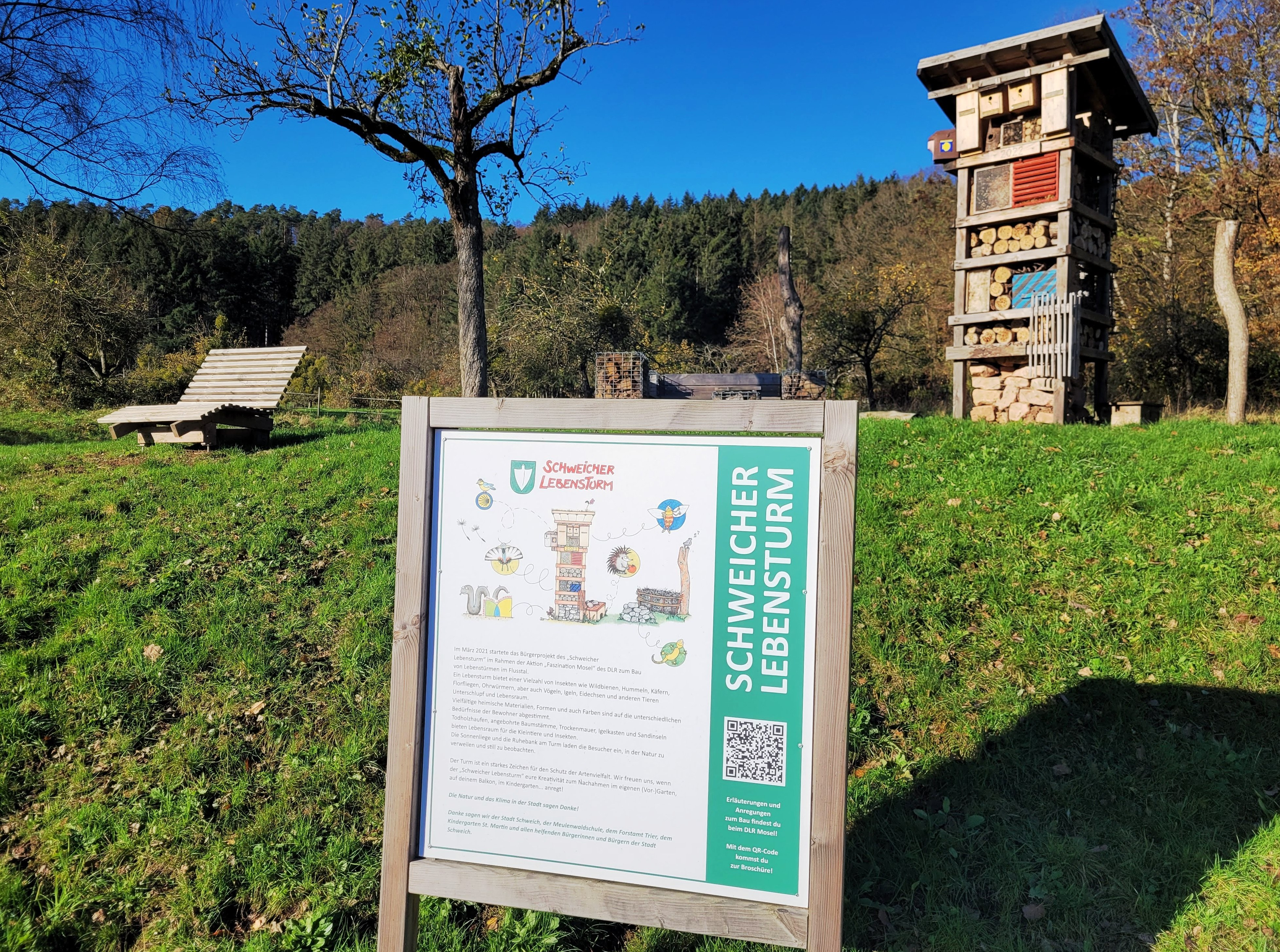
Lebensturm bei Schweich

Zur Erhaltung einer breiten Biodiversität (Artenvielfalt) wurde auf zahlreichen Abschnitten der europäischen Jakobswege damit begonnen, Wegmarkierungen mit dem Artenschutz  zu kombinieren. Auch auf dem Mosel-Camino finden sich zahlreiche Nistkästen für Vögel und Fledermäuse sowie Insektenhotels, die mit gelben Pfeilen und Jakobsmuschelsymbolen versehen sind. Darüber hinaus trifft man immer wieder auf einen der '100 Lebenstürme für die Mosel' der Initiative 'Lebendige Moselweinberge'.

## Wanderkarten
Moselsteig (1:25.000). 1. Auflage. LVermGeo Rheinland-Pfalz, Koblenz 2013, ISBN 978-3-89637-422-6.